# 靖难之役
靖難之役，又稱靖難之變，是明朝初年建文帝在位时发生的一场因削藩政策及争夺皇位引發的内戰。建文元年七月初五（1399年8月6日），明太祖第四子燕王朱棣與明太祖第十七子宁王朱權（實則由燕王作最高領導，而寧王是被迫加入）為首的藩王共同反叛侄儿建文帝朱允炆，战争持續近三年。建文帝缺乏謀略，任用主帥不當，致使主力不斷被殲。燕王雖初期兵力不及中央軍，但他以燕京（今北京）為基地，適時出擊，靈活運用策略，經幾次大戰消滅朝廷军队主力，最後乘勝進軍，於建文四年六月十三（1402年7月13日）攻下帝都應天府（今江蘇南京）。建文帝失蹤后下落不明，朱棣登基是為明太宗（成祖永樂帝）。綜觀中國歷史，皇室內戰及藩王兵變雖為數不少（如西漢七國之亂，西晉八王之亂，明朝中期寧王之亂，廣義亦包括唐朝中期安史之亂及清朝三藩之亂等），但靖難之役是當中少數藩王兵變易主江山的成功例子，若只計算大統一皇朝，則是唯一一例。

## 背景
明朝建立後，明太祖朱元璋為了鞏固自己及子孫的統治，便大封宗室二十五人為藩王，駐守全國各地。這些藩王雖然沒有封地的管治權，但擁有護衛軍隊，少者有三千人，多者至一萬九千人，駐守北方邊境的九位邊王（遼、寧、燕、谷、代、晉、秦、慶、肅）軍權更大，如寧王“帶甲八萬，革車六千”。
不过，在继承人问题上，朱元璋所立太子朱標早逝。皇太孫朱允炆是諸王之姪，感到難以制約各叔父們的勢力。加上諸王擁有軍權，對他構成潛在威脅，便有削藩之意。洪武三十一年（1398年）閏五月初十，明太祖朱元璋去世，朱允炆作為皇太孫繼位，是為惠帝（建文帝）。惠帝發布太祖遺詔，令諸王留於封地，不要赴都；甚至燕王朱棣已經前來奔喪，卻被惠帝命令返回，導致諸王不滿。惠帝於是與齊泰、黃子澄商量開始削藩。

### 建文帝削藩

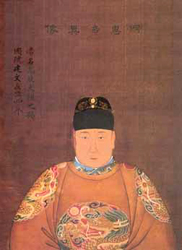
明惠帝朱允炆（1398年－1402年在位）

朱允炆於洪武三十一年年閏五月繼位後，立即開始削藩。在削藩順序上，齊泰認為應先削實力最強的燕王，時戶部侍郎卓敬亦上疏請改燕王封地於南昌；但黃子澄反對，認為燕王有功無過，為了爭取輿論支持，應該先找有問題的親王下手。惠帝支持黃子澄，遂先後廢除五位親王。
洪武三十一年七月，削周王。因周王是燕王同母兄弟，而朱允炆怕他與燕王呵成一氣，於是決定先廢周王。時周王十八歲的次子朱有爋告發父親謀反，於是派曹國公李景隆以備邊之名經過開封，將周王全家押回南京，廢為庶人，遷往雲南蒙化州（今雲南巍山）。
建文元年（1399年）四月，削齊、湘、代三位親王，廢為庶人。湘王不堪受辱，為保名節舉家自焚；齊王被軟禁在南京；代王被軟禁在封地大同。兩個月後，削岷王，廢為庶人，徙漳州。
由於惠帝削藩激化矛盾，藩鎮與中央開始決裂，此時實力最強的燕王就成了真正的諸王之首。而皇帝與朱棣之間的博弈亦逐漸走向明處，變得更加激烈。

### 朱允炆執政之初的政策問題
惠帝朱允炆的削藩思想本身並無不妥，後來永樂帝、宣德帝亦持續打壓藩王勢力；但是由於缺乏政治經驗，惠帝過快地更改各方面政策，使得各種不良影響相互作用，導致其最終失敗。
在削藩中存在的主要問題有：
1. 削藩既無計劃（一月之內連削三王），又缺乏妥善的善後處理；加之惠帝本人剛剛登基，削藩速度過快，導致人心浮動。
2. 捕風捉影，導致地方有人告變邀功（如湘王被人誣告謀反，無以自明，遂自焚）。
3. 過於急躁，削廢并進，激化矛盾。西漢七國之亂、西晉八王之亂均非因置藩本身引起變亂，而是中央的削藩政策引發既得利益者抗爭；即使是七國之亂後，漢武帝也不是直接廢藩，而是頒佈《推恩令》來逐步削減。惠帝登基前，曾对明太祖说叔父们如果不服，将先德化，不成再用兵，得到太祖的认可。但惠帝登基后，為迅速削弱藩王實力，將五位親王全部直接廢除爵位，并加以迫害（流放或軟禁）。廢藩激化矛盾，使其他藩王為了自保而與中央對立，在戰爭爆發後袖手旁觀，甚至暗中援助燕王。
4. 掩耳盜鈴，放還燕藩三子。朱棣的三個兒子當時（建文元年五月）都在南京，本可作為人質，黃子澄卻說不如放回北平，以麻痹朱棣[9][10]；但當時已削去四位藩王，實際上毫無欺敵之用，可謂掩耳盜鈴。

此外，在內政方略中亦存在嚴重缺陷，直接或間接導致其後來的軍事失利：
1. 重用文官，並行改制。太祖晚年大殺滅元功臣，加上惠帝重文抑武，導致其倚重者均為文官儒生。削藩的同時，惠帝進行改制，大幅提升文官地位；這使得惠帝在對內施政中難以獲得全面支持，對外作戰時還要顧慮武將的忠誠，造成極大的不良影響。
2. 輕視武將，罔顧軍事。惠帝本人毫無作戰經驗，又倚重文官決定軍事政策（如至關重要的統帥任命），使武將無法發揮應有的作用。此外，太祖的國策即為親王守邊，防止蒙古南侵，在沒有合適的替代者時，唐突削藩並非治國良策，武将担心会重返宋朝重文抑武的国策，導致国家積弱，後來的事實也證明如此，方孝孺等大臣確無保家衛國之作戰能力。
3. 無視宦官，變生肘腋。由於太祖的影響，惠帝對宦官十分嚴厲，導致宮人怨聲載道，甚至投奔敵方，洩露關鍵情報給燕王。

## 燕軍防禦階段

### 朱棣起兵，奪取幽燕

明成祖朱棣（在位：1402年－1424年）

洪武三十一年十二月，為了提防燕王謀反，朱允炆派工部侍郎張昺為北平布政使，都指揮使謝貴、張信為北平都指揮使。隨後又命都督宋忠屯兵駐開平，并調走北平原屬燕王管轄的軍隊。
燕王朱棣見到幾位親王先後被削藩，或貶或死，明白如此下去必定無法逃過此劫，遂一邊爭取時間一邊做戰爭準備。爲了爭取時間，建文元年，朱棣先裝病，使惠帝放三子回北平；之後由於屬下被朝廷處死，遂藉機裝作精神失常。但由於王府長史葛誠叛變，密奏朝廷「燕王無病」，朱棣裝瘋被發覺。
時燕王遣使入京師金陵奏事，使者被齊泰等審訊，被迫供出燕王的異狀，於是朝廷下密旨，令張昺、謝貴逮捕燕王幕府的官屬，張信逮捕燕王本人。但張信與其母親討論之後，將此事告知朱棣。於是朱棣和僧人姚道衍等謀劃舉兵，令張玉、朱能將八百勇士帶入府中潛伏，以待變故。
張昺、謝貴得到朱允炆密詔后，七月初四帶兵包圍了燕王府。朱棣假意將官屬全部捆縛，請二人進府查驗。二人進府後，朱棣派出府內死士將其擒獲，并連同府內叛變的葛誠、盧振一同處決。當日夜裡，朱棣攻下北平九門，遂控制北平城。
燕王朱棣起兵造反，援引《皇明祖訓》，號稱清君側，指國君身邊的齊泰和黃子澄為奸臣（謀害皇室親族），需要鏟除，稱自己的舉動是，為國「靖難」（意為「平定國難」），并上書於惠帝朱允炆。
燕軍控制北平后，七月初六，通州主動歸附；七月初八，攻破薊州，遵化、密雲歸附；七月十一，攻破居庸關；七月十六，攻破懷來，擒殺宋忠等；七月十八，永平府（今河北盧龍縣，屬秦皇島市）歸附。七月二十七，為防止大寧軍隊從松亭關偷襲北平，用反間計使松亭關內訌，守將卜萬下獄。至此，北平周圍全部掃清。燕軍兵力增至數萬。
燕軍攻破懷來後，由於領地相距太近，七月二十四日，谷王朱橞逃離封地宣府（今屬張家口，距北京約150公里，距懷來約60公里），奔金陵。八月，齊泰等顧慮遼王、寧王幫助燕王，建議召還京師；遼王從海路返京，而寧王不從，遂削寧王護衛。
宋忠失敗後，部將陳質退守大同。代王本欲起兵呼應朱棣，被陳質所控制，未果。

### 擊敗耿炳文
七月，朱棣反書至都，朱允炆祭告太廟，削朱棣宗室屬籍，廢為庶人。決定起兵討燕。在真定（今河北正定）設置平燕布政司。
建文帝削燕属籍诏
元年八月，帝乃祭告天地宗庙社稷及江淮旗纛之神，书谕诸王削燕属籍，命礼部侍中黄观草诏。诏曰：朕奉先皇帝遗诏，纂承大统，宵衣旰食，思图善政，以安兆民。岂意国家不幸。骨肉之亲屡谋僭逆。去年周庶人橚，潜为不轨，辞连燕、齐、湘三王，皆与同谋。朕以亲亲之故，不忍暴扬其恶，止治橚罪，餘置不问。今年齐王榑谋逆事觉，推问犯者，又言与燕王棣、湘王柏同谋大逆，柏自知罪恶难逃，自焚死，榑已废为庶人。朕以燕王棣于亲最近，未忍穷治其事。今棣乃忘祖逆天，称兵构逆，意欲犯阙，危宗社。悖逆如此，孰不骇闻？昔先皇帝时，棣包藏祸心，为日已久。印造伪钞，阴结人心，朝命穷极，藏匿罪人，先帝震怒，遂以成疾。至于升遐，海内闻知，莫不痛忿。今不悔过，又造滔天之恶，虽欲赦之，而获罪宗社、天地不容。已告太庙废为庶人，遣长兴侯耿炳文等率兵三十万往讨其罪。咨尔中外臣民军士，各宜怀忠守义，奉职平燕，与国同心，永安至治。布告天下，咸使闻知。 
由於朱元璋晚年誅殺了不少良將，導致惠帝手下缺乏將才可用，朝廷只得任命65歲老將耿炳文率兵北上討伐，號稱三十萬人，實際先行率領十三萬人出兵。在臨行時，朱允炆親自告誡：「毋使朕有殺叔父名。」
耿炳文率軍在八月十三日到達真定，并分兵於河間、鄚州（河北任丘北约30里）、雄縣，為犄角之勢。在經過觀察後，八月十五日，燕軍趁中秋夜敵軍不備，偷襲雄縣；成功後又利用伏擊擊敗了鄚州的援兵，遂攻克鄚州，收編剩餘的部隊。
耿炳文部將張保來降，告知朱棣耿炳文的部隊分駐滹沱河兩岸，於是朱棣讓他回去告訴耿炳文「雄縣、鄚州大敗，燕兵將至」，以打擊其士氣，并使耿炳文合兵一處，便於一舉擊潰。耿炳文果然將南岸的兵調過河。
八月二十四日，燕軍到達無極縣。從樵夫和中央軍被俘士兵處得知敵情，於是燕軍發動決戰。
二十五日，燕軍趁耿炳文送使臣出城時偷襲中央軍，炳文逃回城中后，怒而迎戰。在燕軍主力與耿炳文軍相持時，朱棣親自率軍襲擊其側翼，耿炳文大敗潰逃；朱能帶三十餘騎沖入中央軍陣中，所向披靡，中央軍投降三千多人。中央軍狼狽逃回城中，城池差點失守。部將李堅、寧忠、顧成等被俘；士兵被殺、被俘數萬人（后放還）。
耿炳文率殘部不到十萬人在真定堅守不出，燕軍攻城三天不克。八月二十九日，燕軍返回北平。顧成降燕之後，留在北平協助燕世子朱高熾守城。
一说耿炳文当时即战死沙场（详见耿炳文条目）。

### 大勝李景隆
耿炳文戰敗的消息傳到南京，朱允炆開始擔憂戰事，考慮換將。黃子澄說曹國公李景隆是名將李文忠之子，建議他接任；齊泰反對，但惠帝不聽。八月三十日，拜李景隆為大將軍，誓師出征，并召回耿炳文。李景隆以德州為大本營，調集各路兵馬包括耿炳文敗兵，增兵至五十萬人，九月十一日進至河間。
朱棣聽說朝廷以五十萬傾國之兵交付李景隆，大喜過望，說趙括之失必然重演，燕軍必勝。并提出李景隆之五敗：
一、為將政令不脩，紀律不整，上下異心，死生離志。
二、今北地早寒，南卒裘褐不足，披冒霜雪，手足皸瘃，甚者墮指，又士無贏糧，馬無宿槁。
三、不量險易，深入趨利。
四、貪而不治，智信不足，氣盈而愎，仁勇俱無，威令不行，三軍易撓。
五、部曲喧嘩，金鼓無節，好諛喜佞，專任小人。

#### 守北平，襲大寧
九月初一江陰侯吳高率遼東兵攻打永平府，故朱棣趁李景隆躊躇不決之際，九月十九日前往救援。九月廿五，擊敗吳高，決定趁勢偷襲大寧（今內蒙古寧城）以獲得其精銳部隊；另一方面利而誘之，將中央軍引至「空城」北平下。九月廿八，出師。傳信給燕世子朱高熾，令堅守。
十月初六，燕軍經小路到達大寧城下。《明史》《明通鉴》载：朱棣單騎入城，見寧王朱權，哭訴自己無路可走，向朱權求救，希望能向朝廷上書，謝罪免死。朱權相信并收留了他。在居大寧期間，朱棣令手下吏士入城結交并賄賂大寧的軍官等。十月十三，朱棣提出告辭，朱權在郊外送行；但朱權來到郊外后，伏兵盡起，大寧軍紛紛叛變，歸附朱棣，守將朱鑑不能抵挡，力戰而死，寧府長史石撰不屈而死。於是朱權與王妃、世子等一同隨朱棣前往北平，而大寧的全部軍隊（包括其騎兵精銳朵顏三衛）都被朱棣收編。大寧成為空城。朱棣實力大增。而《明实录》载，宁王朱权因抗命不回朝被削夺护卫囚禁，朱棣突袭大宁，守军仓促关门守御，城墙崩塌，朱棣指挥勇士先登破城，俘获都指揮房寬，这才救了被囚禁的朱权；被削夺但仍留在城中的宁王护卫这时候也都归附，朱棣把他们都还给宁王。
聽說燕王朱棣率精銳徵大寧，李景隆引軍攻北平。中央軍在鄭村壩（今大興以東二十里）紮營，築壘同攻北平九門。燕王世子朱高熾堅守。朱高熾遣人夜間偷襲中央軍大營，獲得了一定的喘息時間；中央軍攻城急時，城中婦女也上城頭向下投擲瓦石。
中央軍唯一一次獲勝的機會是都督瞿能攻張掖門（一說彰義門，據《方輿紀要》，彰義門即西直門；存疑），幾乎要攻下時，因被李景隆所忌，只得停止。功敗垂成。農曆十月北平甚寒冷，於是燕軍守城部隊夜裡汲水澆于城牆上，次日城牆結冰，無法攀登。中央軍因天寒地凍，戰鬥力驟降，攻勢自此受阻。

#### 鄭村壩之戰
十月十九，燕軍在會州整編，分立五軍（中前左右後）。十月廿一，入松亭關。
十一月初五，渡白河（時已結冰，渡河處在今北京順義區東），并打敗李景隆的哨探陳暉部隊萬餘人。當天，與李景隆大軍在鄭村壩會戰。燕軍左右衝擊，連破其七營，李景隆大敗。當夜，李景隆見戰事不利，令鄭村壩所有軍隊輕裝撤退。數十萬人的輜重全部留給了燕軍。但李景隆走得匆忙，沒有通知圍攻北平城的軍隊，於是燕軍輕易擊潰城下的敵軍，獲得其物資。李景隆率軍撤回德州，鄭村壩之戰結束。此戰中央軍喪師十餘萬。
十一月初九，朱棣回到北平城，因為之前（七月）上書沒有回信，再次上書朝廷，陳述齊、黃構陷宗藩。朱允炆不應。十二月，朱棣用反間計令遼東守將吳高被削爵貶黜，消除東北方向的後顧之憂。
由於李景隆準備等來年開春再北上攻燕，朱棣決定攻打大同，以使中央軍疲於奔命。十二月十九日，出師攻大同。十二月廿四，抵達廣昌，守將楊宗投降。建文二年（1400年）正月初一，燕軍抵達蔚州，守將王忠、李遠投降。二月初二，燕軍攻大同。由於大同是代王封地且軍事地位極重要，李景隆不得不救援。待李景隆走出紫荊關后，燕軍從居庸關返回北平。中央軍在冰天雪地中白跑一趟，兵力、裝備大量損失，士氣受到重創。
二月廿八，李景隆給朱棣寫信，請求暫時停戰。燕王回信索要齊泰、黃子澄等。一說李景隆自此有貳心。
除了使中央軍白跑了一個月外，燕軍在本次伐大同時意外遇到了從蒙古來降的軍隊，收編之。此外，保定府於建文二年二月降燕。

#### 白溝河之戰
建文二年四月，李景隆從德州，郭英、吳傑等從真定誓師北伐，目標是白溝河（北拒馬河）。兵力增至六十萬。燕軍亦出。四月二十日，燕軍渡過玉馬河，駐於蘇家橋。四月廿四，與中央軍會戰（戰場在河北省高碑店市新城縣南三十里）。
中央軍（李景隆部）先鋒平安之前曾跟隨朱棣出塞，熟悉朱棣戰法，設伏兵；燕軍至，平安伏兵起，挺矛衝鋒；瞿能父子也一同合擊，燕軍戰鬥失利。時中央軍（郭英部）也來到戰場，郭英在燕軍撤退的必經之路上埋地雷，燕軍撤退時損失慘重。朱棣親自率軍殿後，但夜間迷失了道路。朱棣下馬趴在地上辨別河流的方向，才分清方向，回到大營。令軍士提前用餐，準備次日決戰。
四月廿五，再次合戰。瞿能、平安繞至燕軍後方，攻其後軍，得手。朱棣見狀不好，親冒矢石，令丘福衝擊李景隆中軍，不成功；朱棣率軍攻打，雙方混戰，飛矢如雨。朱棣先後換了三匹馬，射光了三筒箭，寶劍也砍斷，差點被平安、瞿能所傷。無奈之下，朱棣來到河堤上，舉起馬鞭，假裝招呼援兵，李景隆見狀果然生疑，攻勢減緩；朱高煦此時也來援救，戰事暫時緩和。
不久，瞿能再次引眾搏戰，大呼「滅燕」，形勢再次對燕軍不利。就在戰事危急時，一股旋風刮起，刮斷了李景隆的帥旗，中央軍頓時大亂。朱棣抓住機會，繞到李景隆後方放火。中央軍大敗，瞿能父子被朱高煦陣斬。郭英等向西撤退，李景隆向南撤退，輜重全部扔下，投降十萬餘人。李景隆撤回德州。
四月廿七，燕軍進攻德州。五月初七，李景隆逃往濟南。初九，燕軍進入德州，獲得大量糧食儲備。五月十五，燕軍攻濟南，李景隆殘存十餘萬兵毫無戰鬥力，大敗。李景隆逃走。燕軍遂圍濟南。
十月，朝廷召李景隆回南京。李景隆把五十萬大軍幾乎賠的乾淨，黃子澄、練子寧、葉希賢等上書，請求立斬之，朱允炆不聽。對於推薦了李景隆，黃子澄感到十分後悔。

## 相持階段
鄭村壩之戰和白溝河之戰後，李景隆將朝廷賦予的五十萬兵馬賠得一塌糊塗，中央軍與燕軍自此攻守形勢逆轉。

### 濟南之戰

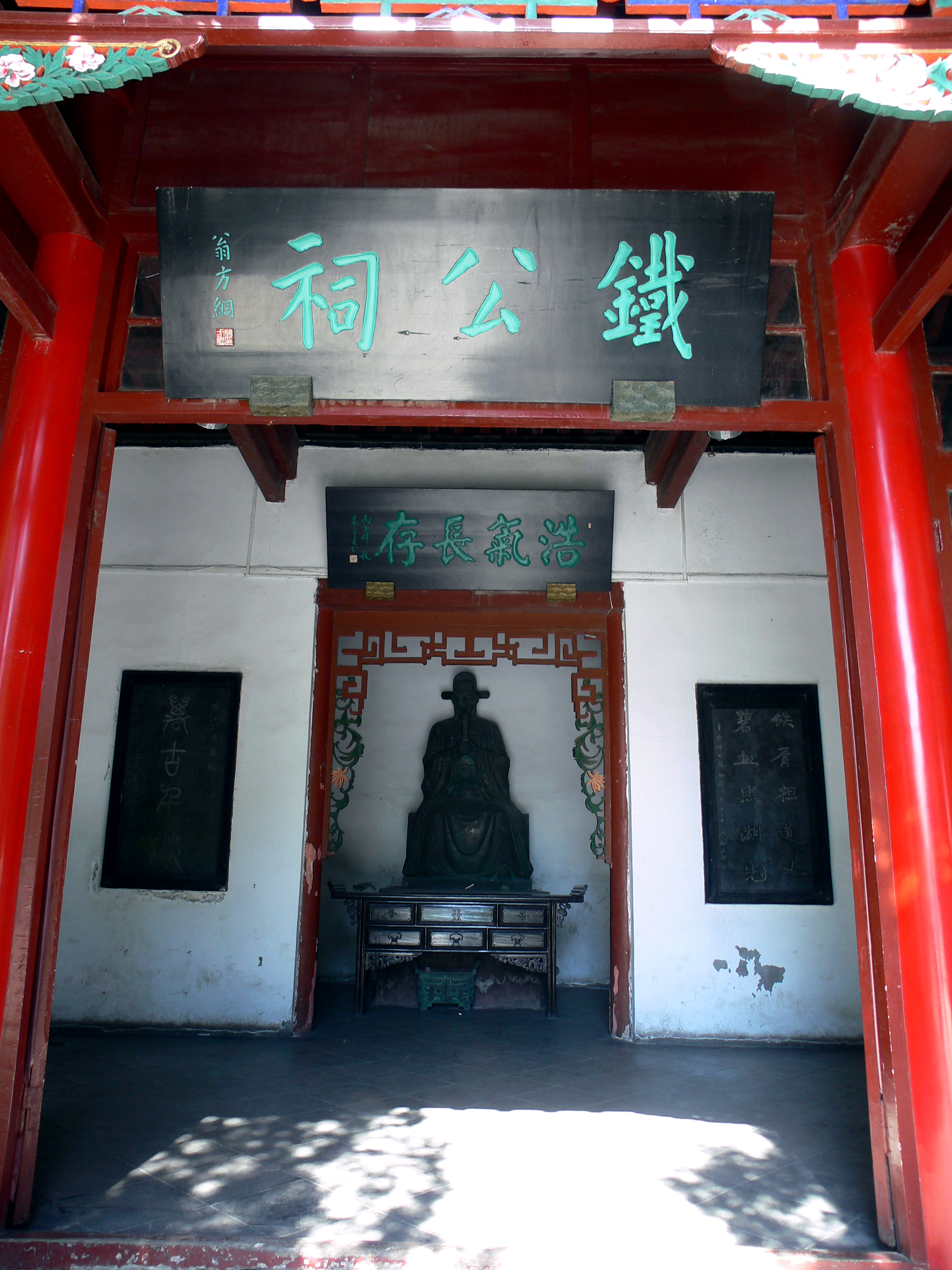
济南大明湖公园铁公祠

李景隆敗退后，燕兵圍濟南。燕兵所过，各州、县义民目为叛逆，争抗拒之。燕京以南，燕兵所过为墟，屠戮人民无遗。右參政鐵鉉、盛庸堅守。朱棣射信入城招降，未果。
五月十七，燕軍掘開河堤，放水灌城。鐵鉉見勢不妙，決定派千人詐降，誘朱棣進城。次日，朱棣前往濟南，走到城門口時，城門預設的鐵板落下，但略快了些，只打中了其所乘馬的頭。朱棣大驚，換馬跑回。由於事出意外，斷其後路等工作沒能成功。朱棣逃回，大怒，圍城攻打三個月。
由於濟南的軍事地位極重要，若取得濟南，進可南下攻打，退可畫疆自守，故燕軍乘新勝之銳氣，志在必得。不料攻城不利，朱棣憤怒之下決定使用大砲攻城，城中不支。鐵鉉見狀，在一些木板上寫了「高皇帝神牌」字樣并掛在城頭，燕軍只得停止砲擊。
六月，朱允炆見濟南危急，遣使求和。朱棣不聽。七月，平安進軍河間，擾亂燕軍糧道。朱棣進退不得，八月十六，撤兵回北平。盛庸、鐵鉉追擊，大敗燕軍，收復德州。濟南之戰結束。
九月初十，朱允炆升鐵鉉為山東布政使，參贊軍務，不久后升兵部尚書；封盛庸為歷城侯，平燕將軍，撤換李景隆。都督陳暉、平安為副職。中央軍重新進到德州、定州（今保定與石家莊之間）、滄州（今河北滄州）。

### 東昌之戰
建文二年十月，朱棣聞報中央軍北上，決定在敵軍落腳未穩時，襲取滄州，再度南下。於是明令征遼東，暗中派人在直沽（今天津市中心）修建浮橋。十月廿五，從通州折向南，晝夜兼行，十月廿七到達滄州，守將徐凱尚在築城中；燕軍僅用兩天就攻下滄州，徐凱等投降。燕軍自長蘆渡河，十一月初四到達德州。朱棣招降盛庸未果，遂南下；盛庸襲擊燕軍後軍，失敗。十一月，燕軍到達臨清；朱棣決定擾亂中央軍的糧道，遣輕騎至大名，焚其糧船。燕軍從館陶渡河（衛運河，京杭運河的一部分；當時黃河奪淮入海），先後到達東阿、東平，威脅南方，迫使盛庸南下。盛庸將計就計，決定在東昌（今山東聊城）決戰，並在陣中擺了大量火槍和毒弩。
十二月廿五，燕軍至東昌。朱棣仍然親自率軍衝鋒，先衝擊其左翼，不動；然後又衝擊其中堅，盛庸開陣將朱棣誘入，然後合圍。朱棣被重重包圍，燕軍張玉、朱能（一說還有朱高煦）分別引兵來救，朱棣死戰，終於和朱能會合，逃離戰場。大量燕軍被火器所傷，張玉被中央軍包圍，戰死。平安亦率兵趕來，與盛庸合兵作戰。次日，燕軍再次戰敗，遂北還。在擊退中央軍的阻截後，建文三年正月十六，燕軍返回北平。張玉戰死，朱棣十分悲傷。
東昌之戰，朱棣多次瀕臨險境。但是由於朱允炆有「毋使朕有殺叔父名」旨意，中央軍將士懼怕戰後反攻倒算，既不敢傷害朱棣，又難以活捉，只得放任自由；朱棣也恃此特權，單騎殿後，中央軍無可奈何。
東昌之戰是靖難以來中央軍的第一場大捷。惠帝朱允炆十分高興，建文三年（1401年）正月恢復了齊泰、黃子澄的官職（建文元年十一月兩人被罷免，但仍作為智囊留用；至是恢復齊的兵部尚書和黃的太常寺卿職務），並以東昌大捷告太廟。盛庸軍勢大振，燕軍經此敗，以後再南下，皆由徐沛，不再走山東。

### 夾河-藳城之戰
朱棣以東昌之敗為恥，與姚道衍商議。道衍強烈支持再次出兵。於是於建文三年二月初九，祭陣亡將士，朱棣脫下袍子燒掉，激勵軍士；二月十六，再次出師。時盛庸駐兵二十萬於德州，吳傑、平安在真定。朱棣決定趁其兩軍分隔，先破盛庸。三月二十日，燕軍探知盛庸在夾河（今河北省衡水市武邑縣附近，漳河支流）駐紮，於是駐紮在距對方四十里的地方。
三月廿二，燕軍進兵夾河。盛庸仍結下堅陣，備大量火槍強弩；朱棣利用建文的禁殺之旨，親自率幾個輕騎兵掠過敵陣偵查。盛庸不敢開槍，只得派出自己的騎兵追趕，不了了之。偵查后，朱棣率領一萬騎兵和五千步兵攻擊盛庸軍左翼，不能入。此時燕將譚淵望見已經開戰，於是主動出兵攻打。盛庸部將莊得死戰，會合盛庸軍，斬殺譚淵。朱棣、朱能等則趁南軍調動產生的混亂，趁暮色向南軍後方猛攻，斬殺莊得。盛庸穩住了陣腳，天色已晚，雙方罷兵。此戰殺傷相當，但燕軍損失了大將譚淵。
當夜，朱棣率領十餘人在盛庸營地附近露宿；三月廿三清晨，發現被中央軍包圍。朱棣再次利用禁殺之旨，引馬鳴角，穿過敵軍，揚長而去。中央軍愕然，不敢射箭。
朱棣回到營中，鼓勵眾將「兩軍相當，將勇者勝」，於是燕軍在東北方向，盛庸軍在西南方向，再次會戰。燕軍左右衝擊，盛庸堅守，雙方互有勝負。戰鬥打了三四個時辰后，突然刮起了強烈的東北風，塵埃蔽天。中央軍頂著風沙，根本沒法作戰；燕軍則乘風大呼，縱左右翼橫擊之，盛庸大敗，損失了數萬人后，退回德州。吳傑、平安引兵準備會合盛庸，聞庸已敗，退回真定。夾河之戰結束。
夾河之戰重新確立了燕軍的優勢。閏三月初四，朱允炆因夾河之敗，再次罷免齊泰、黃子澄，謫出京城，暗中令其募兵。
擊敗盛庸后，朱棣進軍真定。考慮到攻城較困難，決定誘敵出戰。於是下令軍中四出取糧，而用間諜向吳傑等透露此事。吳傑等見狀，決定襲擊之。閏三月初九，兩軍會於藳城，遂交戰。中央軍列方陣，朱棣則率精銳攻其東北角以破陣。燕將薛祿由於馬失足被擒，但奪敵刀斬數人后，奪馬逃走。此戰大量燕軍被中央軍的火槍和弓弩所傷，朱棣的帥旗被射得像刺猬一樣；但是，由於朱允炆的禁殺之旨，朱棣本人反而沒事。
次日，復戰。在戰鬥中突然又刮起了猛烈的大風，中央軍不能支，大敗而去。燕軍四面圍攻，斬首六萬餘級。吳傑、平安等逃回真定，堅守不出。朱棣將射成刺猬的軍旗送回北平，令世子朱高熾妥善保存，以警示後人。
從白溝河、夾河到藳城，燕軍三次得大風相助而勝，朱棣認為這是天命所在，非人力所能為。

### 夾河-藳城戰後的間接作戰
夾藳之戰再次使南軍損失慘重，正面戰場戰事稍緩和。中央軍改為通過談判、反間、襲擊後方等方式間接作戰。
擊敗平安後，燕軍南下，先後經過順德、廣平、大名，并駐紮於大名。諸郡縣望風而降。
朱棣聽說齊黃被貶，上書和談，表示「聽說奸臣雖然被貶了，臣也打算退兵回燕國，但吳傑、平安、盛庸之眾，還聚在我國境之上，這是他們的計策還在實行，臣不敢奉旨撤兵」。朱允炆得書，與方孝孺討論，方孝孺表示可以借此機會遣使回報，拖延時間，并懈怠其軍心；同時令遼東等軍隊攻其後方，以備夾攻。於是（四月）惠帝令大理寺少卿薛嵓去見朱棣，傳詔并秘密在軍中散佈相關消息。薛嵓見朱棣，說：「朝廷說殿下早上脫下了盔甲，下午就退兵。」朱棣表示這種謊言，連三尺小兒也騙不過。薛嵓害怕，無言以對。五月初一，盛庸、吳傑、平安等分兵騷擾燕軍餉道。朱棣遣使者進京表示盛庸等不肯罷兵，必有主使。惠帝聽從方孝孺的意見，將來使下獄（一說誅殺），和談破裂。
朱棣見和談破裂，決定襲擊中央軍餉道，以使德州南軍陷入困境，遂令都指揮李遠率兵六千，換穿中央軍甲胄，從濟寧南下；六月十五，瞞過中央軍到達沛縣，成功焚燒大量中央軍糧船，河中魚鱉盡死。中央軍損失糧食數百萬石，京師大震，德州陷入窘境。
七月，燕軍進攻彰德，林縣投降。七月初十，平安自真定趁虛攻北平，擾其耕牧。朱高熾固守。朱棣分兵回援；（九月十八）平安與戰不利，退回真定。
由於河北戰事不利，方孝孺想出了反間計，利用朱高熾（長子）和朱高煦（次子）的矛盾，先寫一封信給守北平的高熾，令其歸順朝廷，許以燕王之位；然後派人告訴朱棣和高煦（隨軍）世子密通朝廷，以使燕軍北還。但朱高熾得到信後，根本沒有拆開，將朝廷使者連人帶信一起送往朱棣處。反間計失敗。
七月十五，盛庸令大同守將房昭入紫荊關威脅保定，據易州西水寨以窺北平。朱棣見狀，只得回兵救援。朱棣分兵守保定，并包圍房昭的山寨。十月初二，燕軍與真定援兵和房昭軍決戰，朱棣令勇士悄悄登山，在敵後大張旗幟。中央軍山寨見狀大亂，與真定援兵一齊崩潰。房昭退回大同。
十月廿四，燕軍回到北平。之後又擊敗了襲永平的遼東敵軍。
至此，燕軍靖難已有兩年多。雖然屢戰屢勝，但因兵力不足，無法鞏固並擴張勝利，往往放棄新取之地；僅能據有北平、保定、永平三個郡。

## 燕軍進攻階段
建文三年冬，朱棣決定直接率兵南下直撲南京，臨江一決。道衍亦支持不再與盛庸、平安等糾纏，直趨京師。

### 長驅南下
十二月初二，燕師復出。十二月十二，到達蠡縣（約在保定以南50公里）。建文四年（1402年）正月，先後擊敗德州的一支分隊和平安的部隊，於是燕軍南下（路線大致位於現京九鐵路和京廣鐵路之間）至館陶渡河（進山東），并長驅直入。正月十二，館陶渡河；正月十四，陷東阿；正月十五，陷東平；正月十七，陷汶上；正月廿七，陷沛縣（進江蘇）；正月三十，到達徐州。
惠帝見燕軍再次出動，三年十二月令駙馬都尉梅殷（惠帝的姑父，顧命大臣）任總兵官，鎮淮安。建文四年正月初一，將遷往蒙化的朱橚（廢周王）召回南京。命魏國公徐輝祖率兵援山東。
二月初一，何福、平安、陳暉進兵濟寧，盛庸進兵淮上。朱棣派兵襲擊中央軍餉道後，二月廿一，擊敗徐州的出戰軍隊，徐州自此閉城死守。

### 靈璧之戰
徐州堅守不出，朱棣遂不再理會，繼續南下。三月初一，燕軍進逼宿州。三月初九，抵達渦河（今安徽蚌埠市懷遠縣以北）。平安見到燕軍一路南下，帶兵來追；但三月十四日在淝河中了朱棣所設的伏兵，只得退回宿州。三月廿三，朱棣遣將斷徐州餉道，鐵鉉等率兵圍攻，互有勝負。四月十四，燕軍進達睢水之小河，搭浮橋。次日，平安、何福領軍奪橋，雙方隔河僵持。數日後，中央軍糧盡，朱棣決定偷襲。半夜，渡河繞至敵後；但徐輝祖援兵正好趕到，四月廿二，雙方戰於齊眉山（靈璧縣西南三十里），中央軍大勝，斬燕將李斌。
中央軍再次獲得勝利，再加上暑熱，燕軍陷入窘境。四月廿三，燕軍眾將要求北返，擇地休整，朱棣不同意，說「欲渡河者左，不欲者右。」大部份人站於左側，朱棣怒。朱能這時強力支持朱棣，表示「漢高祖十戰九不勝，卒有天下」，堅定了燕軍堅持的決心。
這時，朝廷訛傳燕軍已兵敗，京師不可無良將，遂召回徐輝祖。四月廿五，考慮到在河邊不易防守，何福移營，與平安在靈璧深溝高壘作長遠之計。由於糧道被燕軍阻礙，平安親自率兵六萬護衛糧草。四月廿七，朱棣率精銳襲擊平安，將其一分為二；何福全軍出動救援，朱高煦也率伏兵出現，何福敗走。
中央軍缺糧，何福與平安決定次日（廿九）突圍而出，在淮河取得給養，號令為三聲炮響；次日，燕軍攻打靈璧墻壘，進攻信號正巧也是三聲炮響。於是中央軍以為是己方號炮，紛紛奪路而逃；燕軍趁勢進攻，中央軍全軍覆沒。靈璧之戰就此意外結束。此戰燕軍生擒了陳暉、平安、馬溥、徐真、孫成等三十七員敵將，四名內官（宦官），一百五十員朝廷大臣，獲馬二萬餘匹，降者不計其數。只有何福單騎逃走。
靈璧之戰徹底擊潰了中央軍主力，此後燕軍在長江以北再也沒有遇到像樣的抵抗。一千六百年前決定楚漢之爭勝敗的垓下之戰就發生在靈璧附近，可謂歷史的巧合。
按照齊黃的策劃，曾令遼東派兵南下欲與鐵鉉會師濟南，但五月初一在直沽被燕軍擊潰。

### 渡江進京
靈璧之戰後，燕軍向東南方向直線前進。五月初七下泗州，朱棣到祖陵祭祖。盛庸在淮河設下防線阻礙燕軍渡河，朱棣在嘗試取道淮安、鳳陽受阻後，遣朱能、丘福率士兵數百人繞道上游乘漁船渡河，五月初九從後方突襲盛庸，盛庸敗走。燕軍遂克盱眙。
五月十一，燕軍向揚州方向前進，五月十七到達天長（揚州西北50公里）。守揚州的監察御史王彬本想抵抗，但屬下徐政、張勝反叛，趁其沐浴時綁縛之。五月十八，揚州不戰而降。隨後高郵歸降。同月，镇守泗州的指挥周景初投降燕军，当时在泗州的原辽王府典宝郭铭自杀殉国。
揚州失陷，金陵震動。朱允炆驚慌不已，與方孝孺商議後，先後定下如下幾個救急方法：下罪己詔；號召天下勤王；派練子寧、黃觀、王叔英等外出募兵；召回被貶黜的齊泰、黃子澄；遣人許以割地求和，拖延時間。方孝孺的幾個辦法中，只有兩個起到了效果：齊黃被召回（外出募兵，未進京），蘇州、寧波、徽州等地知府先後率兵進京師。
五月廿二，朱允炆遣慶成郡主（朱元璋的侄女、朱棣的堂姐）與朱棣談判，表示願意割地。朱棣說：「這是奸臣打算暫時延緩我進兵，要等遠方的救兵而已。」郡主無言以對，遂返。
六月初一，燕軍準備從浦子口渡江，但遇到了盛庸最後的抵抗。燕軍戰不利，朱棣打算議和北還。此時朱高煦引兵來援，朱棣非常高興，拿著節鉞，拍著他的背說：「努力罷！世子常常生病啊。」暗示朱高煦有機會取得儲君寶座，於是朱高煦大受鼓舞，率眾殊死戰，擊敗盛庸。隨後中央軍的一支水軍部隊降燕，燕軍遂於六月初三自瓜洲渡江，并再次擊敗退守此地的盛庸。六月初六，燕軍至鎮江，守將率城投降。
六月初八，燕軍駐紮於龍潭（距京師金陵東約30公里），朝廷大震。朱允炆徘徊殿間，召方孝孺問計。有人提議逃往內地以圖興復，方孝孺表示城中尚有二十萬兵，應堅守待援；即使真戰敗，國君為社稷而死，是理所應當的。可以再派大臣、在京諸王前往談判以拖延時間。於是六月初九，派李景隆、茹瑺等見朱棣，再次談判；朱棣表示割地無名，只要奸臣。六月初十，遣谷王朱橞（建文元年逃回京城）、安王朱楹等第三次前往談判，無果。
六月十二，外出募兵的大臣們仍未返回，朱允炆只得派在京諸王和武臣們守衛各門。時左都督徐增壽（徐達子，徐輝祖弟）謀內應，被一群文官圍毆。六月十三（1402年7月13日），燕軍抵金陵。徐增壽作內應，事敗，被朱允炆親自誅殺於左順門。守衛金川門（位於南京城西北面）的朱橞和李景隆望見朱棣麾蓋，開門迎降，是為金川門之變。
燕軍攻入金陵，江山易主。靖難之役結束。建文四年（洪武三十五年）六月十七日，朱棣登基即皇帝位，是為明太宗（後改成祖）。
昔我父皇太祖高皇帝，龍飛淮甸，汛掃區宇，東抵虞淵，西踰昆侖，南跨南交，北際瀚海。仁風義聲，震盪六合，曶爽暗昧，咸際光明。三十年間，九有甯謐，晏駕之日，萬方嗟悼。煌煌功業，恢于湯武，德澤廣布，至仁彌流。侄允炆以幼沖之資，嗣守大業，秉心不孝，更改憲章，戕害諸王，放黜師保，崇信奸回，大興土木。天變於上而不畏，地震於下而不懼，災延承天而文其過，飛蝗蔽天而不修德。益乃委政宦官，淫泆無度，禍機四發，將及於朕。朕為高皇帝嫡子，祖有明訓：“朝無正臣，內有奸惡，王得興師討之。”朕遵奉條章，舉兵以清君側之惡，蓋出於不得已也。使朕兵不舉，天下亦將有聲罪而攻之者。允炆曾不反躬自責，肆行旅拒。朕荷天地祖宗之靈，戰勝攻克。搗之於壩上，殲之于白溝，破之於滄州，潰之於槁城，鏖之於夾河，轥之於靈璧，六戰而已不國矣。朕於是駐師畿甸，索其奸回，庶布周公輔成王之義。而乃不究朕懷，闔宮自焚，以自絕于宗社，天地所不庇，鬼神所不容。事不可以中止，朕乃整師入京，秋毫無犯。諸王大臣謂朕太祖之嫡，應天順人，天位不可以久虛，神器不可以無主，上章勸進。朕拒之再三，爰乃俯徇輿情，已於六月十七日即皇帝位。大禮既成，所有合行庶政並宜兼舉。

一、今年仍以洪武三十五年為紀，其改明年為永樂元年。

一、建文以來祖宗成法有更改者，仍復舊制。刑名一依大明律科斷。

一、奉天征討將士，數年以來從朕征討，披堅執銳，櫛風沐雨，忠義奮發，屢戰屢勝，翊輔成功，勤勞甚矣。簡在朕心，宜速論功升賞，用酬前勞。

一、自洪武三十五年七月初一日昧爽以前，官吏軍民人等，有犯除謀反大逆，謀殺祖父母、父母，妻妾殺夫，奴婢殺主，謀殺、故殺人，蠱毒魘魅，毒藥殺人及見提奸惡不赦外，其餘已發覺未發覺，已結正未結正，罪無大小鹹赦除之。敢有以赦前事相告言者，以其罪罪之。

一、洪武三十一年閏五月以後，周、齊、湘、代、岷五府被誣陷。時文武官員軍民人等連累致罪者官復原職，已故者，文官優免其家差役，武官子孫承襲，民充軍者複還原籍為民，軍發邊遠者仍還原衛，為奴者即放寧家，入官田產照數給還。

一、遞年為事煎鹽、買馬、當站，及充遞運、水夫、皂隸、膳夫人數，一體赦免，各放寧家。

一、建文年間，上書陳言有干犯之詞者，悉皆勿論所出，一應榜文條例，盡行除毀。

一、山林隱逸懷材抱德之士，有司詢訪以禮，敦請赴京，量才擢用。其有志尚閒逸不願出仕者，具實來聞。

一、鰥寡孤獨，有司依例存恤，毋令失所。民年七十以上及篤廢殘疾者，許令一丁侍養，若饑寒不能自存者，官為賑濟。

一、山東、河南、北平府州縣人民，有被兵不能種田者，並兔三年差稅。不曾被兵者，與直隸、鳳陽、淮安、徐州、滁州、楊州，今年秋、夏稅糧盡行蠲免。其餘直隸府州、山西、陝西、浙江、福建、江西、湖廣、兩廣、四川、雲南，蠲免一半。其有洪武三十五年七月初一日以前拖欠，一應錢糧、鹽課、段疋、木植、蘆柴等項，及軍民所養馬疋牛羊等項，倒死並欠孳牲者並免追賠，其弓兵砍辦蘆柴者，仍優免二年。

一、河南、山東、北平、淮南、北流移人戶，各還原籍複業，合用子種牛具，官為給付。

一、北方學校，仍依舊制開設，毋致廢弛。

一、建文除授並升調文武官員，仍依見職不動。軍官有升職事者，止終本身，子孫仍襲原職。

一、各處新收勇士、壯士，盡數放回為民，各安生業。所設衛分並軍民指揮司，盡皆除去指揮，千百戶。衛所鎮撫有系民間並舍人選用者，亦各罷官放還。

一、諸色人匠，除輪當正班外，其餘一應雜工人匠俱各放還，依次輪班。

一、各處見造軍器、軍裝、船隻，一切不急之務，盡皆停止，今後有司非奉上司明文，勿得一毫擅自科擾於民。

一、自洪武三十五年七月初一日以前，軍官為事充軍及罷閑者，赦免軍役，複其原職。亡故者，子孫承襲總、小旗，革役充軍者，各還原役。

一、北平衛分管旗軍人等，有因公差或被拘執不得已赴京者，皆免其罪。

一、各處守城官軍，有系別衛調到並征進漫散軍士，見在他處，各還原衛所，本處官司不許留難阻當。其奉差守城文武官員及內官人等，詔書到日，俱各回京。

一、凡軍民人等，男女人口，有被官軍拘擄者，官為贖還。

一、遞年逃軍並征進漫散軍士藏躲山林者，詔書到日為始，限一個月之內赴官，首告免罪，所在官司發回原衛所著役。

一、拋荒田土，除有人耕種納糧外，其無人佃種荒田，所司取勘明白，開除稅糧，免致拋荒損民。

一、所在城市鄉村，凡有骸骨，有司即為收斂埋瘞，毋致暴露。

一、天下各都司衛所官軍，皆太祖皇帝恩養者，奸臣迫脅調遣拒戰，沖冒矢石，情有可憫。見存者俱還原衛所，其有陣亡傷故、失陷病故者，官則襲其子孫。旗軍每名賞鈔五錠，戶無壯丁補役遺下寡婦母女者，所司善為存恤，願從親還鄉者聽從其便。有幼男者，給糧紀錄，出幼補役。

一、沿海軍民人等，近年以來往往私自下番交通外國，今後不許。所司一遵洪武事例禁治。

於戲！文帝入漢，尚資恭儉之風；武王紹周，願廣至仁之化。佈告天下，其體朕懷。

洪武三十五年七月初一日。
皇帝敕諭天下文武群臣軍民人等知道：“昔者元末昏君壞其祖宗成法，荒淫無度，奸臣擅權，塗炭生民，群雄並起，曠世無君，糜爛鼎沸。天命我父皇高皇帝龍飛淮甸，掃除禍亂，救民水火之中，措之袵席之上。立綱陳紀，政令惟新，官守其職，民樂其生，天下太平三十餘年。不幸太祖賓天，建文嗣位，荒迷酒色，不近忠良。作奇技淫巧以悅婦人，為禽獸之行，信任奸臣黃子澄、王叔英、齊泰等，改更祖宗法度。太祖不豫，不報各王，一日而殮，七日即葬。初崩之時，將鬼見愁、硫黃、雄黃調水遍灑滿殿，使穢氣觸忤梓宮。及至發引，仗劍在後，謂人曰：“我仗此劍，不畏強鬼。”矯稱不許諸王會葬。如此詭秘，事皆可疑。居喪未及一月，便差內官往福建、兩浙選取女子，將後宮拆毀，掘地二丈，大興土木之工，軍民不得聊生。溺于佛教，印經飭像，禮懺飯僧，糜費钜萬。甚至改去公主名號，舍與道姑為徒，尼媼出入官闈，穢德醜露，瀆亂人倫，滅絕天理。又將父皇母后禦容盡行燒毀。上天怒其無道，災於承天門，災於乙字形檔，災於錦衣衛，飛蝗蔽天，餓殍盈路。猶不改過，愈加為惡，起夫運糧，點民為兵，造作科征，天下被害。將欲成造炮架，雷火燒其木植；將欲練習水戰，雷震其大將之船；將欲守城，雷雨震陷其城，屢修屢陷，數十餘次。欽天監奏天象大變，占雲國失山河。以其奏本擲於地，用腳蹉踏，怒駡上天，言：“我如此念佛好善，天不護我到去護他？”如此逆天。又將呂太后之父呂本靈位與太祖皇帝同祀于西宮，判解褻瀆，如此悖祖。殘害一家骨肉，首謫周王於煙瘴，穴牆通食，體無完衣，妻子凍餓。及生一子，不與乳母，至以寶鈔買一乳羊乳之，困苦何可勝言？不旋踵，又罪代王，出其宮人，悉配於軍。湘王無罪，逼令闔官焚死。齊王、岷王，皆其無辜降為庶人。絕親親之義，紊綱常之理，我被他謀害到至極處，無故調兵圍我宮城，殺我父子。到此之時，哀號痛哭，叩天呼地，無所控訴。圖全性命，遂不得已，欽承祖訓，興兵誅討在朝奸惡，為父報仇，保全骨肉，扶持宗社。四年之間，往來中原，進回再四，不肯長驅。觀兵濟南，振旅河北，朕之本心，惟欲使之悔悟。於是焚香告天，盡誠具奏，屢遣使者，懇求息兵。反以詔書辱駡，斷絕不許。密敕其總兵者，獲我父子必盡誅戮，勿令赴京。必欲逞兵，不顧軍士暴露寒暑，百姓轉輸勞困，無辜之人死者無算。朕深痛切于心，嚴約三軍，不許妄殺一人。賴天地祖宗鑒佑，屢戰屢勝，踰淮渡江，若履平地。入京之時，秋毫無犯。建文為閹豎逼脅，闔宮自焚。其奸臣黃子澄、齊泰等已淩遲處死，軍民人等皆無侵擾。我今主宰天下，謹遵父皇太祖高皇帝成法，纖毫不敢改違。今天下文武官員軍民人等，共守太祖高皇帝成法，為官者保守祿位，軍民士庶，百工技藝，安分樂生。若不守太祖高皇帝成法，是爾等自取其禍，但有違犯，必難輕饒。省諭之後，依我言語，永為遵守，共用太平之福。故敕。洪武三十五年八月初一日。”

## 餘波及後事

### 惠帝失蹤
燕軍進南京，朱允炆見事不可為，遂在皇宮放火。馬皇后死於大火，朱允炆本人及太子朱文奎不知所終；此後其下落成為謎團。
朱棣入城，派人找出馬皇后的屍體，指認其為朱允炆，并執其手哭「傻小子，何苦如此」，隨後六月廿日以天子禮葬之，造成朱允炆已死的假象。

### 朱棣稱帝
南京陷落後，朱棣入城，就要進宮登基。翰林院編修楊榮迎於馬首，說：「殿下先去拜謁孝陵，還是先去即位？」點醒朱棣，應該對明太祖表示孝道。次日（建文四年六月十四）起，諸王及文武群臣多次上表勸進，朱棣不允。數日後（六月十七），朱棣謁孝陵，并於當日即皇帝位是為明太宗（後改為成祖）。重建奉先殿（舊殿為朱允炆所焚），刻玉璽。同年十一月十三日，封王妃徐氏為皇后。
朱棣不承認建文年號，七月初一（一說六月十八），將建文元、二、三、四年改為洪武三十二至三十五年，次年改为永樂元年。凡建文年間貶斥的官員，一律恢復職務（如靖難初期因離間被貶的江陰侯吳高被再次起用，守大同）；建文年間的各項改革一律取消；建文年間制定的各項法律規定，凡與太祖相悖的，一律廢除。但一些有利於民生的規定也被廢除，如建文二年下令減輕洪武年間浙西一帶的極重的田賦，至此又變重。

### 燕王掃北
燕王即位，令燕军北返报复河北山東、反抗之地乡民，地方志記載盐山县境尸横遍野，瓦砾一片。沧州一带白天尸骨遍野，黑夜青磷闪闪，其惨状不忍目睹。

### 誅殺和封賞

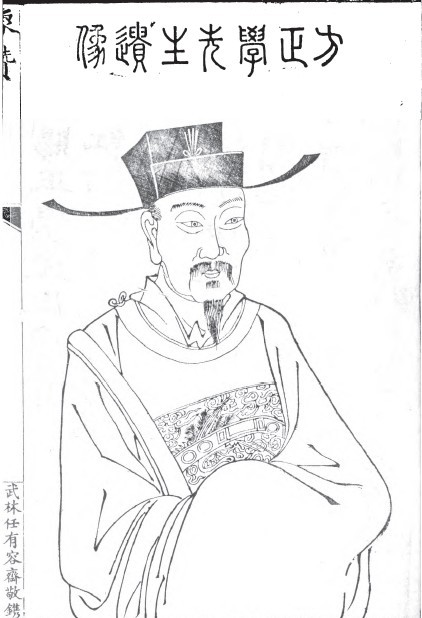
《方正學先生遜志齋集》之方孝孺像。

朱棣在靖難之役結束后向金陵軍民發布公告稱：「諭知在京軍民：我本欲永遠守衛我的藩封，卻因奸臣弄權，作威作福，導致皇家骨肉被其殘害，不得不起兵誅殺之，目的是扶持社稷和保全親藩。現在平定京師，有罪的奸臣不敢赦免，無罪者也不敢濫殺；如有小人藉機報復，擅自綁縛、放縱、掠奪等而禍及無辜，非我本意。」
建文四年六月廿五，朱棣誅殺齊泰、黃子澄、方孝孺，滅其族。其中方孝孺據傳被誅十族（九族加朋友門生），因方孝孺而被受牽連而死者共873人，充軍等罪者千餘人。因黃子澄受牽連的有345人。景清降後密謀行刺，事敗，八月十二被殘忍殺害，滅九族；後屠其家鄉，謂「瓜蔓抄」。
此外，眾多建文舊臣如卓敬、暴昭、練子寧、毛泰、郭任、盧植、戴德彝、王良、王叔英、王敬止、謝升、丁志方、甘霖、董鏞、陳迪、陳繼之、韓永、葉福、劉端、劉璟、鐵鉉、侯泰、黃觀、廖昇、周是修、顏伯瑋、茅大芳等等也都被處決或自盡，史稱：「忠憤激發，視刀鋸鼎鑊甘之若飴，百世而下，凜凜猶有生氣。」他們的家屬和親人也被牽連連坐甚至誅九族，死者甚眾。被流放、逼作妓女及被其它方式懲罰的人也不少。明仁宗即位後，大部份人始獲赦免，而餘下的人的後代卻遲至明神宗時始獲赦免。建文遜位，朝野為之盡忠死節者甚眾，不及備載。
在大肆誅殺之外，當月，朱棣將魏國公徐輝祖禁錮，後釋放并削其爵位。輝祖死後，其子嗣魏國公爵。黃觀被朱棣所嫉恨，其狀元的身份被革去，故明代保持連中三元，受記錄的只有商輅一人。盛庸、平安（靈璧之戰降）、何福、駙馬梅殷等先後投降。朱棣的左都御史陳瑛亦迫害建文舊臣及其家眷。
靖難之役，文武眾臣出力甚多，朱棣稱帝後先後進行了封賞。京城陷落後，六月十九，追封徐增壽為武陽侯，諡忠湣，後進為定國公，世襲。靖難將士各有封賞。
九月初四，論功行賞，大封眾將。
封公（2人，追封2人；省略除封爵外的其他封賞，下同）：
- 丘福：淇國公，子孫世世承襲（以下簡稱世襲）
- 朱能：成國公，世襲
- （追封）張玉：榮國公，諡忠顯
- （追封）陳亨：涇國公，諡襄敏

封侯（13人，追封2人）：
- 張武：成陽侯，世襲
- 陳圭：泰寧侯，世襲
- 鄭亨：武安侯，世襲
- 孟善：保定侯，世襲
- 火真：同安侯，世襲
- 顧成：鎮遠侯，世襲
- 王忠：靖安侯，世襲
- 王聰：武城侯，世襲
- 徐忠：永康侯，世襲
- 張信：隆平侯，子孫世襲隆平伯
- 李遠：安平侯，子孫世襲安平伯
- 郭亮：成安侯，子孫世襲成安伯
- 房寬：思恩侯，子孫世襲指揮使
- （追封）譚淵：崇安侯，諡壯節
- （追封）徐增壽：武陽侯，諡忠湣

封伯（11人）：
- 徐祥：興安伯，世襲
- 徐理：武康伯，世襲
- 李浚：襄城伯，世襲
- 張輔：信安伯，世襲
- 唐雲：新昌伯，子孫世襲指揮使
- 譚忠（譚淵子）：新寧伯，世襲
- 孫岩：應城伯，世襲
- 房勝：富昌伯，子孫世襲指揮使
- 趙彝：忻城伯，世襲
- 陳旭：雲陽伯，世襲
- 劉才：廣恩伯，子孫世襲指揮同知

歸附并出力的建文舊臣封爵：
- 李景隆：仍為曹國公，增祿，世襲
- 王寧：永春侯，世襲
- 茹瑺：忠誠伯，不世襲
- 王佐：順昌伯，子孫世襲指揮使
- 陳瑄：平江伯，子孫世襲指揮使

各賜冠服，給誥券。

## 其他影響

### 明朝宗室的待遇變化
朱棣稱帝後，六月十八，恢復了周王朱橚、齊王朱榑的爵位。隨後恢復代王朱桂、岷王朱楩的爵位。永樂元年正月，令周、齊、代、岷四王歸藩。
六月廿六，朱棣取消朱標的明興宗廟號，重新稱懿文太子，吕太后复称懿文太子妃；七月十二，將朱允炆的三個弟弟由親王降為郡王；十一月以不能匡正建文帝为由將朱允熥、朱允熞廢為庶人软禁凤阳，朱允熙不久暴卒。朱允炆次子朱文圭亦被废为“建庶人”，软禁凤阳广安宫，55年后才和朱允熥后人一同被明英宗释放。朱标子孙再无任何人在生前获得任何宗室封爵。
朱棣因為反對建文帝削藩而起兵，爲了爭取諸王擁戴，即位后立即恢復了被削的藩王，并加以賞賜，甚至改變祖制給予宗室更高的品級。如按照洪武年間規定，鎮國將軍（郡王之子）為三品，輔國將軍四品，奉國將軍五品，鎮國中尉六品，輔國中尉七品，奉國中尉八品。而成祖「遂加鎮國將軍從一品，輔國將軍從二品，奉國將軍從三品，鎮國中尉從四品，輔國中尉從五品，奉國中尉從六品」。
然而由於朱棣自己是武裝奪權的，爲了保證中央政權穩固，他即位后先將諸邊塞王改封于內地，然後逐漸解除諸王的兵權：永樂元年削代王護衛及官屬；永樂四年削齊王護衛及官屬，不久廢為庶人；永樂六年削岷王護衛及官屬；永樂十年削遼王護衛；永樂十五年廢谷王為庶人；永樂十九年周王見勢不妙，主動獻還護衛。洪武朝帶兵的十三位親王，永樂朝削去了六個護衛。與此同時，大封靖難功臣，將大批有經驗的武臣保留下來，加強中央政權，從根本上改變了中央和諸藩的軍事力量對比。
雖然朱棣實現了朱允炆當年的目的，但只解決了眼前的問題，並沒有改變祖制；其子漢王朱高煦和趙王朱高燧仍然設立了三護衛。宣德元年，高煦之亂，再次證明親王統兵不是辦法。明宣宗親征平亂後，利用其威望，迫使絕大部份藩王交出了護衛，并從各個方面對宗室加以控制。此後，宗室與中央的矛盾逐漸由軍事上對政權的威脅，轉變為大量增加的俸祿對中央財政的壓力。例如弘治五年，曾有地方官員上奏朝廷，指一名宗室有九十多個子女，最後朝廷限制郡王以下正妃外妾的數量。明朝末年民變四起，單是福王朱常洵的財產，就已經成了李自成的軍隊在此之後幾年的軍費的來源。

### 遷都北京和內遷大寧
由於洪武年間，北方的防務多由幾位邊王（如朱棣、朱權）負責，而靖難後朱棣徙諸邊王於內地，導致華北防務空虛；又由於有唐朝之守外虛內、宋朝之守內虛外的教訓，故在軍事上，定都金陵（南京）、遙控將領守衛邊界的風險很大；“天子守國門”則可以解決這一問題。另一方面，由於南京的建文帝勢力影響較大（很多建文遗臣始终不顺服朱棣統治），出于在政治上考慮，作為朱棣大本營的北平更加適合作為京师，再加上蒙古的軍事威脅，故考慮各種因素后，朱棣決定遷都北京。
永樂元年（1403年）冬二月，朱棣改北平府為北京，名順天府；隨後遷徙各地富民於北京。稱北京為行在。永樂年間，遷都北京的準備一直在進行，如建北京城、建宮殿、疏通漕運等；直到永樂十八年（1420年），北京皇宫和北京城建成，遂下令遷都，以南京作為留都。自此，除1928年至1949年期間國民政府定都南京外，北京一直是中國的首都，政治中心从此北移。
朱棣在靖難初始時曾將大寧的全部軍力（包括朵顏三衛）納入麾下，朵顏三衛在後續作戰中起到了重要作用；故朱棣稱帝後，將寧王封於南昌。对于大宁地区，有两种说法，其一认为朱棣在永樂元年三月把大寧封賞給朵顏三衛作酬勞。
大寧位於今日遼、蒙、冀三省交界處，遼東-薊州-宣府弓形的中心，軍事地位相當重要；洪武十三年（1380年）收復，并建立衛所，至此廢除。大寧可以作為遼東、薊州、宣府等地的防衛前哨，并影響其防衛效果；失去大寧，從關內到遼東就只能走山海關過錦州。此後（尤其是土木之變後），薊遼的戰事不斷。尤其是正統土木之變與嘉靖庚戌之變，蒙古人都從大寧入寇。割大寧之事，多為後人所詬病。
其二认为朱棣虽然内迁了大宁，永乐元年（1403年）三月初五日，“（北平）行都指挥使司为大宁都指挥使司，隶后军都督府，设保定左、右、中、前、后五卫，俱隶大宁都司。调营州左屯卫于顺义，右屯卫于苏州，中屯卫于平峪，前屯卫于香河，后屯卫于三河，卫设左、右、中、前、后五所，仍隶大宁都司”。但朱棣并未将大宁地区给予兀良哈作为酬劳，而仅仅是给予其更高的自治权，且不准他们南下大宁地区放牧，“今仍旧制，设泰宁、福余、朵颜三卫，俾尔等统属军民，镇守边境；旧尝授官者，列名以闻，咸复之。若头目人等，前未授官，于今当授者，亦第其名来闻，朕即授之，俾世居本土，安其生业”。明成祖还于永乐四年（1406年）和永乐二十年（1422年）对兀良哈蒙古进行镇压，以维持这一地区的稳定。
而大宁地区在永乐年间始终作为朱棣“今灭此残虏，惟守开平、兴和、宁夏、甘肃、大宁、辽东，则边境可永无事矣”边防体系的一部分发挥着作用，直到景泰之后，随着明朝边防政策转向保守，大宁地区才最终为兀良哈三卫占据。

### 設立內閣、特務統治、重用宦官
爲了更有效率地處理國務，洪武三十五年（1402年）八月初一，朱棣令解縉、黃淮入直文淵閣，預機務。隨後擴充內閣至七人。從此內閣開始在明朝政治中發揮越來越重要的作用，甚至清朝仍沿用此制度。
另一方面，由於朱棣是造反稱帝的，對大臣有所猜忌，故恢復了洪武年間廢除的錦衣衛，重新開始實施明朝的特務統治；指揮使紀綱成為永樂朝一大權奸。隨後，永樂十八年，朱棣又設立了東廠，令親信太監掌權，加強特務統治的同時提高了宦官的地位。有明一代，特務統治幾乎貫穿始終，成為一大特點。
由於靖難之役時，朱棣得到了很多來自宦官的幫助，故其即位後改變了太祖禁止宦官干政的政策，開始重用宦官。一方面，明朝出現了鄭和等著名的優秀宦官，下西洋開展國際交流；另一方面，由於司禮監、東廠等宦官掌權的部門地位提高，且地方鎮守、監督採辦等重要工作皆由宦官擔任（不全為朱棣設置），埋下了日後宦官禍國的種子。

### 對地方經濟的影響
靖難之役涉及整個華北和華東地區，反復的拉鋸戰使得淮河以北的經濟遭到破壞。朱棣登基後，減免了河北、河南、山東等曾為戰場的省份及其它省份的賦稅，以休養生息。

### 文化
明成祖除了誅殺誓死效忠建文帝的大臣外，還下令對殉難諸臣以及一切與建文帝有關的文字著作一概交出燒毀，私自收藏者殺，被燒毀的著作包括如方孝孺所著的《周禮考次》、《大易枝辭》、《帝王基命錄》、《文統》等。

## 軼事
明太祖於眾親王位下，分別擬定二十字，作為各支親王子孫命名的字輩詩。燕王朱棣派下字輩則為：“高瞻祁見祐，厚載翊常由。”有人說：“高瞻，仰法天也；厚載，俯察地也，天高地厚，氣象甚大，誠謂天子矣。”朱棣聽完欣喜若狂，那人還說：“己名載在圖讖，必有天下望氣者。”又說：“燕地有天子氣。”此事被認為是朱棣謀劃起兵叛變的前兆。

### 引用
1. ↑  《中国大百科全书》2009年第二版第12卷175頁。英译Jingnan Campaign
2. ↑  《明史》卷七：寧獻王權，太祖第十七子。洪武二十四年封。逾二年，就藩大寧。大寧在喜峰口外，古會州地，東連遼左，西接宣府，為巨鎮。帶甲八萬，革車六千，所屬朵顏三衛騎兵皆驍勇善戰。權數會諸王出塞，以善謀稱。
3. ↑  《明史》卷三：遺詔曰：「朕膺天命三十有一年，憂危積心，日勤不怠，務有益於民。奈起自寒微，無古人之博知，好善惡惡，不及遠矣。今得萬物自然之理，其奚哀念之有。皇太孫允炆仁明孝友，天下歸心，宜登大位。內外文武臣僚同心輔政，以安吾民。喪祭儀物，毋用金玉。孝陵山川因其故，毋改作。天下臣民，哭臨三日，皆釋服，毋妨嫁娶。諸王臨國中，毋至京師。諸不在令中者，推此令從事。」
4. ↑  《明通鑑》卷十一：至是燕王自北平奔喪，援遺詔止之，於是諸王皆不悅，流言煽動，聞于朝廷。謂子澄曰：「先生憶昔東角門之言乎？」對曰：「不敢忘。」於是始與泰建削藩之議。
5. ↑  《明鑑綱目》卷一：（洪武三十一年）六月，戶部侍郎卓明請徙封燕王棣於南昌，不聽。
6. ↑  《明鑑綱目》卷一：乃命曹國公李景隆以備邊為名，猝至開封，圍王宮，執之以歸。……乃廢橚為庶人，竄蒙化。諸子皆別徙。
7. ↑  《明鑑綱目》卷二：（建文元年）夏四月，湘王柏自焚死，齊王榑、代王桂有罪，廢為庶人。柏膂力過人，握刀槊弓矢，馳馬若飛。至是有告其反者。帝遣使即訊，柏焚其宮室，彎弓躍馬，投火中死。榑累歷塞上，以武功喜，時與燕通，為府中人所告；會代郡亦上變，乃廢二王為庶人，錮榑京師，幽桂大同。
8. ↑  《明鑑綱目》卷二：（建文元年）六月，岷王楩有罪，廢為庶人：西平侯沐晟奏楩不法，廢為庶人，徙漳州。
9. ↑  《明太宗實錄》卷一：時世子、二郡王高煦、三郡王高燧皆在京，齊泰曰：三人在此，宜先收之。黃子澄曰：不可。事覺則彼先發有名，且得為備；莫若遣歸，使坦懷無疑也。遂遣歸。尋悔，遣人追之不及。
10. ↑  《明通鑑》卷十二：太祖之崩也，諸王世子及郡王皆在京師，遺命三年喪畢遣還，燕世子及高煦、高燧預焉。時燕王方稱疾，遺詔至，遣人扶掖哭臨。又數月，乃上書乞遣三子歸視疾，齊泰勸上勿許，且請收之。黃子澄曰：「不若聼之歸以示不疑，乃可襲而取也。」上從子澄言，竟遣還。
燕世子兄弟魏國公徐輝祖甥也。輝祖亦勸上留之，且密奏曰：「三甥中，高煦尤勇悍無賴，非但不忠，且叛父，他日必為大患。」上以問輝祖弟增壽及駙馬王寧，皆力庇之，乃悉遣歸國。高煦陰入輝祖廄取其馬以行，輝祖使人追之，不及。至則燕王大喜曰：「吾父子復得相聚，天贊我也。」於是反志益決。
11. ↑  《明通鑑》卷十二：（六月）己酉，燕山百戶倪亮上變，告燕官校於諒、周鐸等陰事，詔逮至京師，皆戮之。復詔責燕王。王遂稱疾篤，佯狂走呼市中，奪酒食，語多妄亂，或臥土壤彌日不甦。張昺、謝貴入問疾，王盛夏圍爐播顫曰：「寒甚。」宮中亦杖而行。昺等稍信之，長史葛誠密語之曰：「王本無恙，公等勿懈。」
12. ↑  《明通鑑》卷十二：初，張信之至燕也，與昺等同受密旨，憂懼不知所出。以告母，母大驚曰：「吾聞燕都有王氣，王當爲天子。汝慎勿妄舉，取赤族禍也。」至是又密敕信，使執王，信見事急，三造燕邸，辭不見，乃乘婦人車徑至門，固請之。王召入，信拜牀下，密以情輸王。王猶佯為風疾，不能言，信曰：「殿下毋爾也。臣今奉詔禽王，王果無意，當就執，如有意，幸勿誨臣。」王察其誠，下拜曰：「生我一家者，子也！」於是召僧道衍謀舉兵。
13. ↑  《明通鑑》卷十二：會昺等部署衛卒及屯田軍士，布列城中，一面飛章奏聞。布政司吏李有直竊其草，獻之府中，燕王亟呼護衛張玉、朱能等率壯士八百人入衛。
14. ↑  《明通鑑》卷十二：秋，七月，詔至，「逮燕府官屬」，於是張昺、謝貴等率諸衛士以兵圍府第，……壬申，王稱疾愈，御東殿，伏壯士左右及端禮門內，遣人召昺、貴，不至，復遣中使示以所逮姓名，乃至。……一時伏兵盡起，前禽昺、貴，捽葛誠、盧振下殿。王擲杖起曰：「我何病！為若輩奸臣所逼耳。」昺、貴及誠等不屈，皆斬之。
15. ↑  《明太宗實錄》卷二：是夜，（張）玉等攻九門，黎明已克其八，惟西直門未下。上令指揮唐雲解甲騎馬，導從如平時，過西直門，見闘者，呵之曰：「汝眾喧閧，欲何為者？誰令爾為此不義，是自取殺身耳。」眾聞雲言，皆散，乃盡克九門，遂下令安集城中，人民安堵，諸司官吏視事如故。北平都指揮使俞填走居庸關，馬瑄走薊州，宋忠率兵至居庸關，知事不齊，退保懷來，留俞填守居庸。
16. ↑  《皇明祖訓·法律》：如朝無正臣，内有奸惡，則親王訓兵待命，天子密詔諸王，統領鎮兵討平之。
17. ↑  《明太宗實錄》卷二：甲戌，通州衛指揮房勝等率眾以城來歸。
丙子，馬宣在薊州，謀起兵來攻。上遣指揮朱能等攻拔其城，遂生擒馬宣。遵化衛指揮蔣玉、密雲衛指揮郭亨各以城來歸。
己卯，命指揮徐安、鐘祥、千戶徐祥等討填，安等攻破其城（居庸關），填走懷來，依宋忠。
甲申，至懷來。……宋忠余眾蒼黃列陣未成，上麾師渡河，鼓噪直沖其陣，宋忠大敗，奔入城。……都指揮莊得單騎遁走，餘眾悉降，即散遣歸原衛。
丙戌，永平守將趙彝、郭亮以城來歸。
乙未，……乃作詒卜萬書，盛稱獎萬而極毀詆亨，緘識牢密，召一卒飲之酒，且厚賚之，而置書其衣中，俾歸與萬。其同獲之卒竊窺之，問守者曰：「彼何為者？」守者曰：「遣歸通意，故得厚賚。」卒跪曰：「告守者能為我請得偕行，惟命是從，不敢望賚。」守者如所言為請，遂俱遣而不與賚，不得賚者終不平，至即發其事。劉真、陳亨搜卒衣，得與卜萬書，遂疑萬，執下獄，籍其家。
18. ↑  《明通鑑》卷十二：壬辰，谷王橞聞燕兵破懷來，自宣府奔京師。
19. ↑  《明鑑綱目》卷二：燕兵起，朝廷慮（朱）權與燕合，召權及遼王植歸京師。植泛海還，權不至，坐削護衛。
20. ↑  《明太宗實錄》卷三：齊泰等慮遼王植、寧王權為上之助，建議悉召還京，惟植至，遂遣敕削權護衛。
21. ↑  《明通鑑》卷十三：陳質者，建文元年宋忠之敗，質以參將退守大同，代王欲舉兵應燕，質持之不得發。
22. ↑  《明鑑綱目》卷二：棣反書聞。帝告太廟，削棣屬籍，廢為庶人。詔示天下。以（耿）炳文太祖時宿將，拜征虜大將軍。
23. ↑  《明通鑑》卷十二：是月，燕王反書聞。齊泰請削燕屬籍，聲罪致討。或難之，泰曰：「明其為賊，敵乃可克。」遂定議伐燕，布告天下。
24. ↑  《明史》卷一百四十二：暴昭，潞州人。……燕兵起，設平燕布政司於真定，昭以尚書掌司事，與鐵鉉輩悉心經畫。
25. ↑  吕毖《明朝小史》卷三·建文纪
26. ↑  據《明史》功臣年表，洪武年間封的公、侯、伯爵60余人（除了追封的），到建文元年時，去世35人（其中，兒子繼承的二代勛臣中又有8人被殺），朱元璋殺26人（連同二代勛臣共34人，超過一半；34人中包括胡惟庸黨11人，藍玉黨13人），只有長興侯耿炳文、武定侯郭英、越巂侯俞淵3人尚在。
27. ↑  《明通鑑》卷十二：炳文等瀕行，上戒之曰：「昔蕭繹舉兵入京，而令其下曰：『一門之內，自極兵威，不祥之甚。』今爾將士與燕王對壘，務體此意，毋使朕有殺叔父名。」
28. ↑  《明通鑑》卷十二：八月，己酉，耿炳文師次真定。
29. ↑  《明通鑑》卷十二：壬子，……，夜半，至雄縣，襲其城。（潘）忠援兵不至，前鋒麾下九千人皆戰沒。……命護衛千戶譚淵率壯士千餘，伏月漾橋水中，……，俟忠等援軍已過，即出據橋，王遣兵逆擊忠，敗之。
《明太宗實錄》卷三：上問忠等：“莫州軍馬幾何？”忠雲：“尚有戰士萬余、馬九千餘匹，今聞臣敗必走，急取可得也。”上率精銳百余為前鋒，趨鄚州，徑薄其營，悉降之，盡獲其人馬輜重。
30. ↑  《明通鑑》卷十二：會炳文部將張保來降，言「炳文兵三十萬，先至者十三萬，分營滹沱河南北。」王厚撫保，遣歸，使詐言「被執得脫，且具陳雄、鄚敗狀，燕兵旦夕至。」……炳文聞保言，果移南營過河。
31. ↑  《明太宗實錄》卷三：壬戌，未至真定二十裡，獲采樵者，詢知炳文軍惟備西北，其東南無備。上率三騎先至東門，突入其運糧車中，擒二人問之，其南岸之營果移於北岸，由西門而營，直抵西山。
32. ↑  《明通鑑》卷十二：炳文出城逆戰，張玉、譚淵、朱能等率眾奮擊，王以奇兵出其背，循城夾攻，橫衝其陣，炳文大敗，奔還。朱能與敢死士三十餘騎，追奔至滹沱河東。炳文眾尚數萬，復列陣向能。能奮勇大呼，衝入炳文陣，南軍披靡，蹂藉死者甚眾，棄甲降者三千餘人。
33. ↑  《明太宗實錄》卷三：上將輕騎數十，繞出城西，先破其二營。適炳文送使客出，覺之奔還，……炳文出城迎戰，張玉、譚淵、朱能、馬雲等率眾奮擊之，上以奇兵出其背，循城夾擊，橫透敵陣，炳文大敗，急奔入城。軍爭門，門塞不得入，相蹈藉死者甚眾，乃自相斮，然後得入而闔門自守。丘福等殺入子城，門閉乃退。其左副將軍駙馬都尉李堅領眾接戰，我騎士薛祿引槊刺堅墜馬，揮刀斫之。堅大呼曰：「我李駙馬也，勿殺。」祿生擒之，其右副將軍都督甯忠、左軍都督顧成、都指揮劉遂俱被擒，斬首三萬餘級，積屍塞城壕，溺死滹沱河者無算，獲馬二萬餘匹，俘降數萬，盡散遣之，有二千人願留不歸，上從之。
34. ↑  《明太宗實錄》卷三：丙寅，攻真定二日未下。上曰：「攻城下策，徒曠時日，鈍士氣。」遂命班師。
35. ↑  《明通鑑》卷十二：（顧）成遂降，王遣人送北平，輔世子居守。
36. ↑  《明通鑑》卷十二：上聞真定之敗，始有憂色，謂黃子澄曰：「柰何！」對曰：「勝敗兵家之常，無足慮。」因薦曹國公李景隆可大任，齊泰極言其不可，竟用之。
37. ↑  《明太宗實錄》卷四：（九月）戊寅，諜報曹國公乘傳至德州，收集耿炳文敗亡將卒并調各處軍馬五十萬，進營河間。
38. ↑  《明太宗實錄》卷四：上語諸將曰：「李九江（李景隆小名），豢養之子，寡謀而驕矜，色厲而中餒，忌刻而自用，況未嘗習兵，見戰陣而輙以五十萬付之，是自坑之矣。漢高祖大度知人，善任使，英雄為用，不過能將十萬，九江何等才而能將五十萬？趙括之敗可待矣。」
39. ↑  《明太宗實錄》卷四：上笑曰：「兵法有五敗，景隆皆蹈之。為將政令不脩，紀律不整，上下異心，死生離志，一也；今北地早寒，南卒裘褐不足，披冒霜雪，手足皸瘃，甚者墮指，又士無贏糧，馬無宿槁，二也；不量險易，深入趨利，三也；貪而不治，智信不足，氣盈而愎，仁勇俱無，威令不行，三軍易撓，四也；部曲喧嘩，金鼓無節，好諛喜佞，專任小人，五也。九江五敗悉備，保無能為。然吾在此，必不敢至，今須往援永平，彼知我出，必來攻城，回師擊之，堅城在前，大軍在後，必成擒矣。」
40. ↑  《明太宗實錄》卷四：九月戊辰朔，永平守將郭亮馳報：江陰侯吳高、都督耿瓛等以遼東兵圍城。
41. ↑  《明太宗實錄》卷四：丙戌，上率師援永平，諸將請曰：「必守盧溝橋，扼李景隆之沖，使不得徑至地城下。」上曰：「天寒冰涸，隨處可度，守一橋何足拒敵？舍之不守，以驕敵心，使深入受困於堅城之下，此兵法所謂利而誘之者也。」壬辰，吳高等聞上至，倉卒盡棄輜重，走山海。上遣輕騎追之，斬首數千級，俘降亦數千人，盡散遣之。上議攻大寧，……乙未，師行。上諭世子嚴守備，敵至，慎毋與戰。
42. ↑  《明通鑑》卷十二：壬寅，燕師至大寧。王單騎入城，詭言窮蹙求救，執寧王手大慟。寧王信之，為草表謝，請赦其死。居數日，情好甚洽。時北平銳卒伏城外，吏士得稍稍入城，陰結三衛部長及戍卒。己酉，燕王辭去，寧王祖之郊外，伏兵起，擁寧王行，三衛彍騎及諸戍卒一呼畢集。守將朱鑑不能禦，力戰死，寧府長史石撰不屈死。壬子，燕師南還，寧王同行，寧妃、世子皆從，悉以三衛配北軍，大寧城為之一空。
43. ↑  《明太宗實錄》卷四：壬寅，師抵大寧，城中不虞我軍驟至，倉卒關門拒守。上引數騎循繞其城，適至西南隅而城崩，上麾勇士先登，眾蟻附而上，遂克之，獲都指揮房寬，撫綏其眾，頃刻而定，城中肅然無擾。遣陳亨家奴並城中將士家屬報亨，劉真等引軍來援，軍士聞家屬無恙，皆解甲。時寧王權三護衛為朝廷削奪者尚留城中，至是皆歸附，上悉以還寧王。
44. ↑  《明太宗實錄》卷四：李景隆聞上征大寧，果引軍度盧溝橋，意氣驕盈，有輕視之志，以鞭擊馬韂曰：「不守盧溝橋，吾知其無能為矣。」直薄城下，築櫐九門，遣別將攻通州。時世子嚴肅部署，整肴守備，城中晏然，數乘機遣勇士縋城夜斫景隆營，殺傷甚眾，營中驚擾，有自相蹂踐而者。景隆攻麗正門急，時城中婦女皆乘城擲瓦石擊之，其勢益沮。
45. ↑  四庫全書本《明史》卷一百四十二考證：瞿能傳「與其子帥精騎千餘攻張掖門」，臣方煒按：《明書》云：「能從李景隆攻北平，力戰，勢甚銳，與其子獨帥精騎千餘人殺入彰義門。」彰義門，金之西門，元所謂南城也，今之廣寧門；人猶呼為彰義。外城雖建於嘉靖時，意金城故址在明初猶存，使作張掖，音轉之訛耳。疑即彰義他書，但無可證，謹識闕疑。
46. ↑  《明鑑綱目》卷二：燕世子高熾堅守，夜遣勇士縋城出斫營，營中驚擾，驟退。都督瞿能攻張掖門，垂克。景隆忌能功，令止之。燕人夜汲水沃城，明日冰凝，不得上。
47. ↑  《明通鑑》卷十二：景隆日夕戒嚴，不恤士卒，皆植戟立雪中，凍死者相踵。於是北平之守益堅。
48. ↑  《明太宗實錄》卷四：乙卯，我軍至會州，命張玉將中軍，鄭亨、何壽充中軍左、右副將；朱能將左軍，朱榮、李浚充左軍左、右副將；李彬將右軍，徐理、孟善充右軍左、右副將；徐忠將前軍，陳文、吳達充前軍左、右副將；房寬將後軍，和允中、毛整充後軍左、右副將；以大寧歸附之眾分隸各軍。丁巳，師入松亭關。
49. ↑  《明太宗實錄》卷五：庚午，師至孤山，訊知李景隆軍鄭村壩。我邏騎至白河，還言河水流澌，兵不可度，又聞景隆列陣于白河西。是日，大雪初霽。上默禱曰：「天若助予，則河冰合。」是夜，起營。達曙白，河冰已合。於是會師畢度。諸將進賀曰：「同符光武滹沱之瑞，上天祐助之徵也。」上曰：「成敗亦惟聽於天耳。」時景隆遣都督陳暉領騎萬餘來哨而行道相左，暉探知我軍度河，從後追躡，其眾方度，上率精騎還擊之，斬首無算，暉餘眾奔度，河冰忽解，溺死甚眾，獲馬二十餘匹，暉僅以身免。
50. ↑  《明太宗實錄》卷五：諜報景隆馭軍嚴刻，士卒多躡履執戟，盡夜立雪中，不得息，凍死及墮指者甚眾，臨戰率不能執兵。上曰：「違天時以自敝，可不勞而勝之。」乃率諸軍列陣而進，遙望敵軍讙動。上曰：「彼亂而囂，可擊也。」以精騎先進，連破其七營，諸軍繼之交戰，自午至酉，上益張奇兵，左右衝擊，大敗景隆兵，斬首數萬級，降者數萬，悉縱遣之。
51. ↑  《明通鑑》卷十二：辛未，戰於鄭村壩，連破其七營，遂逼景隆。燕將張玉等列陣而進，乘勝抵城下，城中兵亦鼓噪而出，內外夾攻，景隆師潰，宵遁。
52. ↑  《明太宗實錄》卷五：是夜，景隆盡棄其輜重，拔眾南遁，遂獲馬二萬餘匹。諸將請追之，上歎曰：「殺傷多矣，降皆釋之，遁者不須追也。況天氣冱寒，饑凍而死者亦不少，宜抑止鋒銳，勿過傷生。」諸將乃止。
53. ↑  《明太宗實錄》卷五：時敵兵違九門者尚未知景隆遁，猶固守不退。癸酉，上率兵攻之，破其四營，其餘望風奔遁，所獲兵資器仗不可勝計。
54. ↑  《明通鑑》卷十二：翌日，九壘猶固守，燕兵次第破其四壘。餘眾聞景隆已走，遂棄兵糧，晨夜南奔。景隆退還德州。
55. ↑  《明鑑綱目》卷二：……內外夾攻，諸軍皆潰。喪士卒十餘萬。
56. ↑  《明通鑑》卷十二：乙亥，燕王再上書自理，謂「朝廷所指為不軌之事凡八，皆出齊泰、黃子澄等奸臣所枉，請誅之以告天下。」不報。
57. ↑  《明太宗實錄》卷五：先是，上語左右曰：「遼東雖隔山海而數擾永平，當思所以靖之。吳高雖怯而行事差密，楊文粗而無謀，去吳高，則楊文不足慮矣。然非用智不能去之。」遂遣人齎書諭二人，與文書則盛毀辱之，與吳高書則盛稱譽之，而故易其函，若誤置者。於是二人皆以聞於朝，朝廷果疑吳高，削其爵，徙廣西，獨命楊文守遼東。由是兵無紀律，人懷疑貳，不敢數出矣。
58. ↑  《明太宗實錄》卷五：庚申，师至广昌，守备汤胜等举城降。
59. ↑  《明太宗實錄》卷六：二年正月丙寅朔，上至蔚州，……城中恟惧，将王忠、李远等城举降。
60. ↑  《明太宗實錄》卷六：我師攻大同，李景隆果來援，引軍出紫荊關。上率師由居庸關回，景隆軍凍餒死者甚眾，墮指者什二三，棄鎧伏於道，不可勝計。
61. ↑  《明通鑑》卷十二：癸亥，景隆遺燕王書，請息兵，王答書索齊泰、黃子澄等，又以「前兩次上書悉不賜答，此必奸臣慮非己利，匿不以聞，今備錄送觀之。」景隆得書，遂有異心。
62. ↑  《明太宗實錄》卷六：丁未（二月十二），韃靼國公趙脫列幹、司徒趙灰鄰帖木兒、司徒劉哈剌帖木兒自沙漠率眾來歸，賜賚有差。
63. ↑  《明通鑑》卷十二：是月，保定知府雒僉叛降於燕。
64. ↑  《明通鑑》卷十二：乙卯，燕師渡玉馬河，營於蘇家橋。
65. ↑  《明通鑑》卷十二：己未，遇（平）安兵於河側，安伏精兵萬騎邀擊。燕王曰：「平安，豎子耳。往歲從出塞，識我用兵，今當先破之。」及戰，安素稱驍勇，奮矛直前，都督瞿能父子繼之，所向披靡，燕師遂卻。會千戶華聚、百戶谷允陷陣而入，斬首七級，又執我（南軍）都指揮何清。日色已暝，遂收軍。是役也，真定之師亦至，合兵六十萬，陣列河上，郭英等預藏火器於地中，燕師多死。王從三騎殿後，夜，迷失道，下馬伏地視河流，燒稍辨東西，始知營所在，倉猝渡河而北。王還營，令諸軍蓐食。
66. ↑  《明太宗實錄》卷六：敵藏火器於地，其所謂「一窠蜂」、「揣馬丹」者，著入馬皆穿，而我軍俱無所複。時夜深，各收軍還營，上親殿后，從者惟三騎，迷所營處。上下馬，視河流，辨東西，營在上流，遂度河，稍增至七騎。是夜，營白溝河北，令軍士秣馬蓐食，俟旦畢度。
67. ↑  《明鑑綱目》卷二：明日再戰，能及安擣燕將房寬陣，敗之。
68. ↑  《明太宗實錄》卷六：乃令都指揮丘福等以萬餘騎沖其中堅不動，上以精銳數十突入敵軍左掖，殺傷甚眾，……於是複進戰不已。敵眾飛矢如注，上所乘馬凡三易三被創，所射矢三服皆盡，乃提劍左右奮擊，劍鋒缺折不堪擊，乃稍卻。敵來逼而限以二堤，上複馳馬越堤逆之，佯以鞭招後，敵疑有伏，不敢越堤而止，遂相持。
69. ↑  《明通鑑》卷十二：燕王見事急，親冒矢石，又令大將丘福衝其中堅，不得入，王盪其左，突景隆兵繞出王後，飛矢雨注。王馬三創，凡三易，所射矢三服皆盡，乃提劍，劍鋒復折，馬阻於堤，幾為瞿能、平安所及。王亟走登堤，佯舉鞭招後騎，景隆疑有伏，不敢進，會高煦救至，乃得免。
70. ↑  《明史》卷一百十八：白溝河之戰，成祖幾為瞿能所及，高煦帥精騎數千，直前決戰，斬能父子于陣。
71. ↑  《明通鑑》卷十二：比日晡，瞿能復引眾搏戰，大呼滅燕，斬馘數百。越雋侯俞通淵、陸涼衛指揮滕聚，引眾赴之。會旋風起，折大將旗，南軍陣動，王乃以勁騎繞其後，乘風縱火。能父子及通淵、聚皆死，安與朱能亦敗，官軍大亂，奔聲如雷。郭英等潰而西，景隆潰而南，棄其器械輜重殆盡。燕師追至月樣橋，降十餘萬人。景隆走德州。
72. ↑  《明太宗實錄》卷六：會旋風折其大將旗幟，眾大亂，我軍乘風縱火，燔其營，煙焰漲天，郭英等潰而西，李景隆等潰而南，棄輜重、器械、孳畜不可勝計，所賜斧鉞皆得之，斬首數萬級，溺死十余萬，追至雄縣月樣橋，殺溺蹂躪死者複數萬，橫屍百餘裡，降者十余萬，悉放遣之，李景隆單騎走德州。
73. ↑  《明鑑綱目》卷二：……會旋風起，折景隆大將旗，陣動。棣以勁騎繞其後，乘風縱火，煙焰漲天。能父子及通淵、聚皆死，安與朱能戰，亦敗。官軍大亂，奔聲如雷。郭英潰而西，景隆潰而南。盡棄其所賜璽書斧鉞，走德州。
74. ↑  《明太宗實錄》卷六：壬戌，我軍乘勝進取德州。辛未，李景隆聞我軍且至，拔德州之眾宵遁。癸酉，命陳亨、張信入德州，籍吏民，收府庫，得糧儲百余萬。……李景隆奔濟南。（庚辰）詰旦，至濟南，李景隆眾十余萬倉卒佈陣未定，……，遂進擊之，大敗景隆，斬首萬餘級，獲馬萬七千餘匹。景隆單騎遁。
75. ↑  《明鑑綱目》卷二：冬十月，詔李景隆還。赦不誅。御史大夫練子寧、宗人府經歷宋徵、御史葉希賢並言景隆失律喪師，懷貳心，宜誅。黃子澄亦請正其罪以謝天下。皆不聽。子澄拊膺曰：「大事去矣！薦景隆誤國，萬死不足贖罪！」
76. ↑  “燕王扫北”“扫”出的无棣村名
77. ↑  《明通鑑》卷十二：燕師遂圍濟南，鉉與庸等乘城守禦。王知不可驟克，令射書城中趣降。
78. ↑  《明太宗實錄》卷六：辛巳，隄水灌濟南城。
79. ↑  《明通鑑》卷十二：鉉乃佯令守陴（牆頭）者皆哭，撤守具，遣千人出城詐降。王大喜，軍中懽呼。鉉設計，預懸鐵板城門上，伏壯士闉堵（甕城）中，候燕王入，下板擊之，又設伏，斷城外橋以遏歸師。
80. ↑  《明通鑑》卷十二：比王入門中，人呼千歲，鐵板下稍急，傷燕王馬首。王驚覺，易馬而馳。伏發，橋倉猝不可斷，王鞭馬自橋逸去，憤甚，復設長圍攻之。鉉隨宜守禦，燕師持久頓城下者凡三閱月，卒不能下。
81. ↑  《明通鑑》卷十二：初，燕王之攻真定也，三日不下，即解兵去。惟自以得濟南足以斷南北道，即不下金陵，畫疆自守，亦足以徐圖江、淮，故乘此大破景隆之銳，盡力攻之，期於必拔。不意鉉等屢挫其鋒，又令守陴者詈燕，燕王益憤，乃以大炮攻城。城中不支，鉉書高皇帝神牌，懸之城上，燕師不敢擊。
82. ↑  《明通鑑》卷十二：六月，上聞濟南危急，用齊泰、黃子澄計，遣使赦燕罪以緩其師。己酉，命尚寶丞李得成詣燕師，諭王罷兵。王不聽，留之，得成遂附於燕。
83. ↑  《明通鑑》卷十二：秋，七月，都督平安將兵二十萬，進次河間之單家橋，謀出御河，斷燕餉道。
84. ↑  《明通鑑》卷十二：（八月）戊申，燕師解圍去，盛庸、鐵鉉追擊，敗之。金兵德州，燕守將陳旭遁，遂復德州。
85. ↑  《明通鑑》卷十二：九月，辛未，擢鐵鉉山東布政使，參贊軍務，尋進兵部尚書。封盛庸為歷城侯，授平燕將軍，以代景隆，都督陳暉、平安副之。詔庸屯德州，平安及吳傑屯定州，徐凱屯滄州，相為犄角以困北平。
86. ↑  《明太宗實錄》卷七：丙午，下令征遼東。……壬子，密令徐理、陳旭等朱詣直沽，造浮橋濟師。丙辰，移師還通州，循河而南。……戊午，我軍過直沽。上語諸將曰：「徐凱等所設備，惟青縣、長盧而已，塼垛兒、灶兒坡數程皆無水，皆不備，趨此可徑至滄州城不？」是夜二更，啟行，晝夜三百里，敵兩發哨騎皆不相遇。明旦，至監倉，遇敵哨騎數百，盡擒之。食時，至滄州，敵猶未覺，督軍士築城。我軍既至城下，始蒼黃分，守城垛眾皆股栗，不及擐甲。我軍四面急攻之，上麾壯士由城之東北角登，逾時拔其城。而先已遣人斷敵歸路，遂斬首萬餘級，獲馬九十餘匹，而生擒都督徐凱、程暹、都指揮俞琪、趙滸、胡原、李英、張傑並指揮以下百餘人，餘眾悉降，咸給牒遣。
87. ↑  《明通鑑》卷十二：丙辰，自通州循河而南，渡直沽，晝夜兼行。戊午，師至滄州城下，凱等方四出伐木，晝夜築城，倉猝收筑具出戰。燕師四面攻之，張玉率壯士由城東北隅肉薄而登，庚申，拔之。
88. ↑  《明鑑綱目》卷二：棣自長蘆渡河，至德州。
89. ↑  《明太宗實錄》卷七：（十一月）甲子。……上慮德州盛庸之眾要之，乃率諸軍自長蘆度河，循河而南至景州，遂至德州，遣人於城下招盛庸，庸堅壁不出。時我軍皆已過，上獨率數十騎殿後，庸覘知之，遣騎數百來襲後，上返兵擊之，殺百餘人，生擒千戶蘇瓛，餘悉降。
90. ↑  《明太宗實錄》卷七：壬申，駐軍臨清。上語諸將曰：「盛庸聚眾德州，而仰給禦河運糧，若邀其糧，彼乏食，必不得而出，出必虛聲躡我之後，其實欲向南就食。今覘伺其出，還軍擊之，蔑不破矣。」甲戌，移軍館陶，遣輕騎哨至大名，盡得其糧舟，遂取其糧，焚其舟。我軍至館陶渡河，至冠縣，過莘縣，遂向東阿、東平，以誘敵眾。
91. ↑  《明通鑑》卷十二：乙卯，燕師抵東昌，庸背城而陣，列火器毒弩以待。
92. ↑  《明太宗實錄》卷七：乙卯，我師至東昌，盛庸背城而出。
93. ↑  《明史》卷一百一十八：及成祖东昌之败，张玉战死，成祖只身走，适高煦引师至，击退中央军。
94. ↑  《明通鑑》卷十二：燕王直前薄庸軍左翼，不動；復衝中堅，庸開陣縱王入，圍之數重。燕將朱能率番騎來救，王乘間突圍出。而燕軍為火器所傷甚眾，大將張玉死於陣。會平安至，與庸合兵。丙辰，又戰，復大敗之，前後斬馘數萬人。燕師遂北奔，庸等趣兵追之，復擊殺無算。
95. ↑  《明太宗實錄》卷七：丁巳，師至館陶。時盛庸馳報真定，於是敵眾四出，以要我歸師。……（三年正月）丙子，師至北平。
96. ↑  《明通鑑》卷十二：王聞張玉敗沒，痛哭曰：「勝負常事，不足慮；艱難之際，失此良將，殊可悲恨！」
97. ↑  《明太宗實錄》卷七：上複曰：「勝負固兵家常事，今勝負亦相當，未至大失，所恨者失張玉耳。艱難之際，喪此良輔，吾至今寢不帖席，食不下嚥也。」
98. ↑  《明通鑑》卷十二：是役也，燕王瀕於危者數矣，諸將徒以奉上詔，莫敢加刃。王亦陰自恃，獨以一騎殿後，追者數百人不敢逼。適高煦領指揮華聚等至，擊退庸兵，獲部將數人而去。
99. ↑  《明鑑綱目》卷二：（建文元年十一月）罷兵部尚書齊泰、太常寺卿黃子澄：棣以前所上書不報，再上書，請去泰、子澄。帝為罷二人以謝燕。陰留之京師，仍參密議。
100. ↑  《明鑑綱目》卷二：辛巳三年，春正月。復齊泰、黃子澄官。
101. ↑  《明通鑑》卷十二：丁丑（正月初七），享太廟，告東昌捷。
102. ↑  《明朝那些事兒》第一卷：朱允炆大喜過望，決定去祭祀太廟，想來祭祀內容無非是告訴他的爺爺朱元璋，你的孫子朱允炆戰勝了你的兒子朱棣。真不知如朱元璋在天有靈，會作何感想。
103. ↑  《明鑑綱目》卷二：庸軍勢大振。自燕人犯順，轉鬭兩年，奉銳甚。至是失大將，燕軍奪氣。其後定計南下，皆由徐沛，不敢復道山東。
104. ↑  《明鑑綱目》卷二：棣恥東昌之敗，意殆欲稍休，道衍力趣之。謂棣曰：臣前言師行必克，但費兩日；兩日者，昌字也，自此全勝矣。
105. ↑  《明太宗實錄》卷七：二月庚寅朔。戊戌，命僧修齋，薦陣亡將士，上親為文祭之。祭畢，上流涕言曰：「奸惡橫加毒害於我，爾等憫我無辜，奮力戰鬥，為我而死，含無窮之冤於地下。每念及之，痛切於心。」遂脫所服袍，焚于前，諸將趨進，亟止之。……乙巳，上率師南出
106. ↑  《明通鑑》卷十二：乙巳，燕師復南下。己酉，次保定。盛庸合諸軍二十萬駐德州，吳傑、平安出真定。燕王與諸將議所向，丘福等請攻定州，王曰：「野戰易，攻城難。今盛庸在德州，吳傑、平安在真定，我若頓兵城下，彼必合勢來援。堅城在前，強敵在後，此危道也。今真定距德州二百餘里（注：真定即石家莊附近，離德州約四百里，應是記載有誤），我軍介其中，敵必出迎戰，取其一軍，餘自膽破。」諸將曰：「腹背受敵，奈何？」王曰：「百里之外，勢不相及，兩軍相薄，勝敗在呼吸間，雖百步不能相救，況二百里哉！」明日，遂移軍東出
107. ↑  《明太宗實錄》卷七：（三月）己卯，偵知盛庸軍營夾河，遂進師迫之。庚辰，距敵營四十裡駐兵。
108. ↑  《明鑑綱目》卷二：棣將輕騎來覘，掠陣過，庸遣千騎追之。
109. ↑  《明朝那些事儿》第一卷：然而朱棣並未接近自己所佈陣型，而是從旁掠過，很明顯他的目的是偵察。然而此時盛庸終於發現，自己並不能把朱棣怎麼樣！對付這種偵察騎兵，最好的方法就是給他一槍，把他打下馬來，然而皇帝陛下的教導始終縈繞在耳邊，無論如何是不能開槍或者射箭的，因為那會讓仁慈的皇帝陛下擔負殺害叔叔的罪名。……他只能派出自己的騎兵去追擊對方，結果當然是不了了之。
110. ↑  《明通鑑》卷十二：辛巳，庸軍及燕兵遇於夾河。庸結陣甚堅，陣旁火車銳弩齊列。燕王以輕騎掠陣過，庸追卻之，乃復以步騎攻其左掖，不能入。燕將譚淵，從中軍望見塵起，遽出兵逆擊之。都指揮莊得，率眾殊死戰，遂合庸軍，斬淵及其部下董真保於陣。燕王與朱能、張武等，復以勁騎繞出中央軍背，乘暮掩擊，莊得陷陣死，又殺楚智、張皂旗。
111. ↑  《明通鑑》卷十二：是日戰酣，殺傷皆相當。
112. ↑  《明鑑綱目》卷二：棣以十餘騎偪庸營野宿，及明起視，已在圍中。乃從容引馬鳴角，穿營而去。庸諸將皆以帝有詔「毋使朕負殺叔父名」，倉卒相顧，愕眙不敢發一矢。
113. ↑  《明通鑑》卷十二：既還營，復嚴陣約戰。謂諸將曰：「昨日譚淵逆擊太早，故不能成功。……，兩陣相當，將勇者勝，此光武之所以破王尋也。」
114. ↑  《明通鑑》卷十二：壬午，復戰。庸軍西南，燕軍東北。燕王臨陣，張奇兵左右衝擊，自辰至未，兩軍互有勝負。會東北風大起，塵埃漲天，兩軍咫尺不相見，北軍乘風大呼，縱左右翼擊之，庸軍大敗，棄兵走。燕師追至滹沱河，踐溺死者甚眾，其降者王悉縱遣之。庸遂退保德州。
115. ↑  《明鑑綱目》卷二：忽大風東北起，飛埃蔽天，庸軍面迎沙礫，咫尺不辨物。棣兵縱左右翼橫擊，斬首數萬。庸大敗，走德州。
116. ↑  《明太宗實錄》卷七：先是，吳傑等引軍出，與盛庸合，未至八十里，聞庸敗，複還真定。
117. ↑  《明通鑑》卷十二：閏月，癸巳，上以夾河之敗，罷齊泰、黃子澄，謫於外，蓋使之募兵也。
118. ↑  《明太宗實錄》卷七：是日，軍士四出取糧，又令校尉荷擔抱嬰兒，偽作避兵者，奔入真定城，揚言北軍皆出取糧，營中無備。傑等聞而信之，遂出軍襲我。
119. ↑  《明通鑑》卷十二：（閏三月）戊戌，遇燕師於藳城。傑等列方陣於西南，燕王謂諸將曰：「方陣四面受敵，豈能取勝！我以精兵攻其一隅，一隅敗則其餘自潰矣。」乃以軍縻其三面，而自率精銳攻東北隅。燕將薛祿，出入敵陣，馬蹶，為南軍所執，奪敵刀斬數人，復跳而免。王復率驍騎循滹沱河出陣後，傑、安等預藏火器，發大弩射王，矢集王所建旗，勢如猬毛，燕師中火器及弩，死傷甚眾，竟不及王。
120. ↑  《明通鑑》卷十二：會大風起，發屋拔樹，燕軍乘之，傑等師大潰。燕王麾兵四向蹙之，斬首六萬餘級。追奔至真定城下，傑等走入城。
121. ↑  《明太宗實錄》卷七：翊日，遣人送旗回北平，諭世子謹藏之，以示後世子孫，使知今日遇禍之難。都督顧成見旗而泣，謂世子曰：「臣少從軍，今老矣，多歷戰鬥，未嘗見若此也。」
122. ↑  《明通鑑》卷十二：燕師自白溝河至藳城，凡三捷，皆得風助，王以為此天授，非人力也。
123. ↑  《明通鑑》卷十二：己酉，燕師掠順德。辛亥，掠廣平。癸丑，次大名。諸郡縣皆望風降燕。
124. ↑  《明通鑑》卷十二：王聞罷齊、黃以為緩兵之計，復上書曰：「比聞奸臣竄逐，臣亦將休兵就藩。而吳傑、平安、盛庸之眾，猶聚境上，是奸臣雖出而其計實行，臣不敢奉詔。」
125. ↑  《明太宗實錄》卷八：書至，建文君以示方孝孺。孝孺觀畢，曰：「我方將怠之，此奏之來正宜。今各處兵已多集，獨雲南兵來至，燕軍久駐大名，暑雨為沴，不戰將自困。今調遼東兵攻永平，德州擾北平，根本受敵，彼必歸援，我大軍躡其後，有必擒之勢矣。今辜遣人報之，往復一二月，吾師必集矣。」建文君善其策，遂命孝孺草詔，宣言欲罷兵。……遂令大理少卿薛嵓齎至軍中密散之，以懈我將士心。
126. ↑  《明通鑑》卷十二：嵓至見燕王，王問：「上意云何？」嵓曰：「朝廷言殿下旦釋甲，暮即旋師。」王曰：「此不可紿三尺兒」。嵓惶懼不能對。
127. ↑  《明太宗實錄》卷八：五月己丑朔，吳傑、平安、盛庸俱發兵擾我餉道。
128. ↑  《明通鑑》卷十二：己丑，燕王復使指揮武勝詣京師上書，謂：「朝廷已許罷兵，而庸等攻北，絕我糧餉，與詔旨相違，此必有主之者。」上得書，欲竟罷之。孝孺曰：「兵一罷不可復聚，若使彼長驅犯闕，何以禦之？」上從其言，乃下武勝於獄。
129. ↑  《明鑑綱目》卷二：帝乃誅勝以絕燕。
130. ↑  《明太宗實錄》卷八：辛酉，獲其諜者，言武勝等已下獄。上謂諸將曰：「我駐軍於此三月，以俟息兵之命。武勝既執，則其志不可轉矣，我豈能塊然坐此，為人所擒哉？彼軍萃德州，資糧皆通徐、沛來，但調輕騎數千邀而毀之，德州無所仰給，必困，縱欲求戰，我嚴師待之，以逸擊勞，以飽擊餓，有必勝之道，勝之而後求息兵，或冀能從。」諸將皆曰：「善。」遂遣李遠等率騎兵六千擾其餉道，上令遠軍皆易彼甲胄，使遙見不疑，又恐臨戰相雜難辨，令各插柳枝一握於背為識。……壬申，李遠等如上旨，至濟甯穀亭沙河，沛縣敵望之，皆不覺。我軍焚其糧舟數百艘，糧數百萬石，軍資器械不可勝計，河水盡熱，魚鱉皆浮死，其運糧軍士盡散走。京師大震，而德州兵氣稍索矣。
131. ↑  《明通鑑》卷十二：秋，七月，己丑，燕師掠彰德。……丙申，燕師陷林縣。
132. ↑  《明通鑑》卷十二：丁酉，平安自真定乘虛攻北平，營於平村，離城五十里，擾其耕牧。燕世子督眾固守，遣人詣燕師告急。時王在大名，遣將劉江率兵往援。……九月，甲辰，燕將劉江與平安戰於北平，敗之，安退保真定。
133. ↑  《明太宗實錄》卷八：戊戌，方孝孺言於朝曰：「今河師老無功，而德州餉道又絕，事勢可憂，向以罷兵之說誘之，既不能行，則當別圖一策，安可坐視？臣有一策。」建文君曰：「試言之。」對曰：「燕世子孝謹仁厚，得國人心，燕王最愛之，而其弟高燧狡譎，素忌其寵，屢讒之于父不信。今但用計離間其世子，彼既疑世子，則必趣歸北平，即吾德州之餉道通矣，餉道通即兵氣振，可圖進取也。」……遂令孝孺草書貽世子，令背父歸朝，許以燕王之位，而令錦衣衛千戶張安齎詣世子，世子得書不啟封，並安遣人送軍前。時中官黃儼奸險，素為世子所惡，而高燧深結之為己地。及安持書至，儼已先遣人馳報上曰：「朝廷與世子已通密謀。」上不信，高煦時侍上，亦替儼言非謬，上亦不信。語竟，世子所遣人以書及張安皆至。上覽書，歎曰：「甚矣，奸人之險詐。吾父子至親愛，猶見離間，況君臣哉？」
134. ↑  《明太宗實錄》卷八：壬寅，諜報大同敵將房昭引兵入紫荊關，侵掠保定屬縣，……房昭據易州西水寨，寨在萬山中，四面極險，惟一徑扳緣可上。房昭欲守此為持久計，以窺伺北平。上曰：「保定，北平股肱郡，豈可不援？」遂班師。
135. ↑  《明通鑑》卷十二：八月，丁巳朔，燕師渡滹沱河，留其將孟善鎮保定，而自率兵圍水西寨。……冬，十月，丁巳，真定援兵至，燕師自定州馳還，合圍寨之兵邀擊於峨嵋山（在易州西南百里）下，令勇士卷旆登山，潛出陣後張旗幟，寨中望見大駭，與真定兵俱潰。斬首萬餘級，獲援將花英、鄭琦等，房昭、韋諒走免。
136. ↑  《明通鑑》卷十二：己卯，燕師還北平。……（十一月）壬辰，（劉）江及（楊）文戰於昌黎，敗之。
137. ↑  《明通鑑》卷十二：當是時，王稱兵已三年矣，親戰陣，冒矢石，為士卒先，常乘勝逐北，然亦屢瀕於危。所克城邑，兵去旋復為朝廷守，所據僅北平、保定、永平三郡而已。
138. ↑  《明鑑綱目》卷二：有以中官奉使侵暴為言者，詔所在有司繫治，於是中官密遣人赴燕，具言京師空虛可取狀。
139. ↑  《明鑑綱目》卷二：會詔有司繫治中官奉使之不法者，先後奔燕，具言京師空虛可取狀，王乃慨然曰：「頻年用兵，何時已乎？要當臨江一決，不復反顧矣！」道衍亦力勸燕王：「毋下城邑，疾趨京師，此批亢擣虛之策也。」遂定計。
140. ↑  《明太宗實錄》卷八：（十二月）乙卯朔。
丙寅，上率師南征。
壬午，駐師蠡縣。
四年正月甲申朔。
乙未，由館陶度河。
丁丑，師至東阿舊縣，攻城不下，力戰拔之，斬首三千餘級，生擒其守將。
戊戌，攻拔東平，擒指揮詹璟。
庚子，攻拔汶上，擒指揮薛鵬。
庚戌，師至沛縣，守將以城降，知縣顏伯偉不出，為我軍所殺。
癸丑，師至徐州。
141. ↑  《明鑑綱目》卷二：冬十二月，詔駙馬都尉梅殷鎮淮安。
142. ↑  《明通鑑》卷十三：建文四年春正月，甲申，召故周王橚於蒙化，居之京師。命魏國公徐輝祖率京軍往援山東。
143. ↑  《明通鑑》卷十三：二月，甲寅，何福、平安、陳暉軍濟寧，盛庸軍淮上。燕師謀斷餉道，遣番騎款台率十二騎前覘，至鄒縣，遇南師轉餉卒三千人，款台大呼，馳入其陣，曰：「燕王大軍至矣。」轉餉卒驚潰。甲戌，燕師攻徐州，城中兵出戰，敗績，閉城而守。
144. ↑  《明通鑑》卷十三：三月，甲申，燕師趨宿州。壬辰，次渦河。
145. ↑  《明通鑑》卷十三：丁酉，平安率步騎四萬躡燕軍。燕王設伏於淝河，命都指揮王真與白義、劉江各率百騎逆之，緣路設伏。安兵將至，真誘之戰，束草置囊中如束帛狀，遇安軍，擲而餌之，安軍士競取囊。燕師伏發，真率壯士直前，斬馘無算。後軍不繼，安軍圍之數匝，遂斬真。真夙稱驍將，身被重創，猶格殺數十人，燕王嘗曰：「諸將奮勇如王真，何事不成！」聞其死，自率兵迎戰。安部將和爾和（火耳灰）挺槊大呼，直前刺王，馬忽蹶，為燕所禽。安軍乃卻，退屯宿州。
146. ↑  《明通鑑》卷十三：丙午，燕王遣將譚清率兵斷徐州餉道，以平安駐宿州為持久計，斷其糧餉，可不攻而自潰也。清至徐州擊轉餉兵，大破之，還至大店，為中央軍所圍。燕軍望見旗幟，亟馳赴援，鐵鉉擊卻之。和爾和之被禽也，燕王令入宿衛。至是從王，欲立功自贖，乃以身翼王，殺南軍數十人，圍解，遁去。
147. ↑  《明通鑑》卷十三：夏，四月，丙寅，燕師次於睢水之小河，燕王令陳文扼要處為橋以濟。丁卯，平安列陣爭橋，會何福軍亦至，張左右翼，緣河而東，擊敗燕軍，遂斬陳文於陣。安轉戰至北坂，橫槊刺王，幾及之，燕番將王琪，躍馬入陣掖燕王，得脫。南軍奪橋而北，勇氣百倍。燕將張武率勇敢士自林間突出，與王騎合，擊卻之。於是南軍駐橋南，北軍駐橋北，相持者數日，南軍糧盡。燕王曰：「更待一二日，南軍饟稍集，未易攻也。」乃留兵千餘守橋，而潛移諸軍輜重去南營三十里，夜半，渡河繞出南軍後，安等大驚。而徐輝祖之援兵適至，甲戌，與燕兵大戰於齊眉山，自午至酉，南軍輒勝，斬燕驍將李斌。
148. ↑  《明通鑑》卷十三：維時王師再捷，燕人兇懼。會淮土暑濕薰蒸，北軍疾疫，乙亥，燕諸將請渡河，擇地休息士馬，俟釁而動。燕王曰：「兵事有進無退。」乃下令：「欲渡河者左，不欲者右。」諸將多趨左，王怒曰：「任公等自為之！」朱能曰：「諸軍勉旃！漢高十戰而九不勝，卒有天下。況敵已饑疲，邀其餉道，可以坐困。利已在我，豈可有退心！」諸將乃不復言。
149. ↑  《明鑑綱目》卷二：而帝聞訛言，謂燕兵已北，召輝祖還。福軍遂孤。
150. ↑  《明通鑑》卷十三：丁丑，何福移營，與平安合軍靈璧，深塹高壘為持久計，而糧運為燕兵所阻，不得達。時南中餽餉五萬，安率馬步六萬護之。己卯，燕王率精銳橫擊，截其軍為二，福空壁來援，殺燕兵數千，卻之。會高煦伏兵突出，燕王還軍復戰，福遂敗走
151. ↑  《明太宗實錄》卷九上：庚辰，何福等先與我軍相對，深溝高壘，欲運糧實其中，為持久計。至是，軍敗糧乏，眾心離貳，乃下令期明旦聞炮三震，即出走，約聚淮河就糧。辛巳，上命諸軍攻敵營壘，而躬率諸將先登，軍士蟻附而上。我軍三震炮，敵眾誤為己炮，急趨門走，門塞不得出，營中紛擾，人馬墜濠塹皆滿，破其營，生擒敵將左副總兵都督陳暉、右副總兵都督平安、右參將都督馬溥、都督徐真、都指揮孫成等三十七員、內官四員、禮部侍郎陳性善、大理寺丞彭典明、欽天監副劉伯完、指揮王貴等一百五十員，獲馬二萬餘匹，降者無算，悉縱遣，歡聲動地曰：「吾屬自此獲安矣。」何福單騎脫走。
152. ↑  《明通鑑》卷十三：於是南軍糧乏，乃下令，期以明日聞礮聲三，即突圍出，就糧於淮河。辛巳，燕師攻靈璧壘，發三礮，令軍士蟻附而登。福軍誤以為己號，爭門走，燕師乘之，人馬擾亂，遂大潰。指揮宋瑄，力戰死之。福單騎走免，安及陳暉、馬溥、徐真、孫成等三十七人皆被執。
153. ↑  《明鑑綱目》卷二：諸將請移駐淮河就糧，夜令軍中聞三礮即走。翌日，燕兵猝薄壘，亦發礮三。福軍以為己礮也，爭趨門出。燕兵乘之，遂大亂，人馬墜壕塹俱滿。福單騎走，安及都督陳暉、侍郎陳性善等三十七人皆被執。
154. ↑  《明通鑑》卷十三：己丑，燕師下泗州。王謁祖陵，賜父老牛酒。
155. ↑  《明鑑綱目》卷二：盛庸獨軍而南，以兵數萬、戰艦數千列淮南岸，棣兵不得渡。遣使至淮安，假道於駙馬都尉梅殷，殷劓其使，曰：「留汝口，還為而王言君臣大義。」棣氣沮。鳳陽守徐安，亦折浮橋絕舟楫以遏燕。
156. ↑  《明太宗實錄》卷九上：辛卯，敵將盛庸領馬步兵數萬、戰艦數千艘列淮之南岸，我軍列北岸相對。上命將士艤舟編筏，揚旗鼓噪，指麾若將度河者，敵望之有慎色。上別遣丘福、朱能等將驍勇數百人西行二十里，以小舟潛濟，漸近敵營舉炮，敵驚愕，福等突沖敵陣，敵眾棄戈甲而走，盛庸股戰不能上馬，其下掖之登舟，遂單舸脫走，我師盡獲其戰艦，遂濟淮，駐南岸。是日，克盱眙。
157. ↑  《明通鑑》卷十三：癸巳，燕師趨揚州。己亥，至天長，遣使招諭揚州守將王禮。先是，禮聞燕師至，謀以城降。監察御史王彬巡江淮治揚州，與指揮崇剛嬰城堅守，晝夜不解甲，知禮有異謀，執之，與其黨俱繫獄。有力士，能舉千斤，彬常以自隨，禮弟崇者，厚賂力士母，呼其子出。會彬解甲而浴，為千戶徐政、張勝所縛，遂出禮於獄，開門降。彬與剛皆不屈死。庚子，燕師克揚州。
158. ↑  《明太宗實錄》卷九上：壬寅，高郵等衛指揮王傑等率眾詣軍門降。
159. ↑  《明鑑綱目》卷二：徵天下兵勤王。……下罪己詔，遣慶成郡主詣燕軍。
160. ↑  《明通鑑》卷十三：壬寅，詔天下勤王，遣御史大夫練子寧、右侍中黃觀、修撰王叔英等分道徵兵，召齊泰、黃子澄還。於是蘇州知府姚善、寧波知府王璡、徽州知府陳彥回、樂平知縣張彥方、前永清典史周縉等，先後入衛。
161. ↑  《明太宗實錄》卷九上：孝孺言：「乃事急矣，宜以計稍緩之。」建文君曰：「何計？」曰：「曷遣人許以割地，稽延數日，東南召募壯丁，當畢集天塹之險，北軍不長於舟楫，相與決戰江上，勝敗未知。」建文君善其言，乃遣慶城郡主度江至軍門，白其事。郡主，上之從姊也。……（朱棣）又曰：「此奸臣欲姑緩我，以俟遠方之兵耳。我豈為其所欺哉？」郡主默然，遂辭歸。
162. ↑  王世贞《弇山堂别集》卷八十八·诏令杂考四：燕王靖难，师至城下，箭头射书，谕亲王公主：「兄致书众兄弟亲王、众妹妹公主：相别数载，天伦之情，梦寐不忘。五月二十五日，有老姐姐公主到，说众兄弟妹妹每，请老姐姐公主来相劝我，说这三四年动军马，运粮的百姓、厮杀的军，死的多了。事都是一家的事，军马不要过江，回去，天下太平了，却不好说？我与你众兄弟亲王、众妹妹公主知道：我之兴兵，别无他事，为报父皇之雠，诛讨奸恶，扶持宗社，以安天下军民，使父皇基业传子孙，以永万世。我岂有他心哉？我自己卯年兴兵，今已四年，父皇之雠，尚未能报，奸恶尚未诛灭。我想周王无罪，被奸臣诬枉，破其家，灭其国。随即罪代王，拘囚大同，出其宫人，悉配于军。至于湘王，无罪逼令阖宫焚死。齐王无罪降为庶人，囚繋在京。及乎岷王，奸臣以金帛赏其左右，使其诬吿岷王，流于漳州烟瘴地面。至于二十五弟，死则焚其躯，拾其骨，沈于江。此等奸恶小人，皆我父皇杀不尽之余党，害我父皇子孙，图我父皇天下，报其私雠，快其心志。父皇能有几多子孙受彼之害？能消几日而尽兴？言至此，痛心如裂。累年以来，奸臣矫诏，大发天下军马来北平杀我，我为保性命，不得已亲帅将兵，与贼兵交战。仰荷天地祖宗神明有灵，怜我忠孝之心，冥加佑护，诸将士効力，故能累战而累胜。今大兵渡江，众兄弟妹妹却来劝我回北平？况孝陵尚未曾祭祀，父皇之雠尚未能报，奸恶尚未能获。以尔弟妹之心度之，孝子之心果安在哉？如朝廷知我忠孝之心，能行成王故事，我当如周公辅佐，以安天下苍生。如其不然，尔众兄弟亲王、众妹妹公主及多亲戚，当速挈眷属移居，守孝陵。城破之日，庶免惊恐。惟众兄弟亲王、众妹妹公主，审之、详之。」
163. ↑  《明通鑑》卷十三：六月，癸丑朔，燕師將渡江，盛庸扼之於浦子口，敗之。燕王欲且議和北還，適高煦引兵至，王仗鉞拊其背曰：「勉之！世子多疾。」於是煦率眾殊死戰，庸兵失利，退屯高資港。
164. ↑  《明通鑑》卷十三：會朝廷遣都督僉事陳瑄率舟師往援，瑄叛降燕。
165. ↑  《明通鑑》卷十三：甲寅，燕王祭大江。乙卯，燕師自瓜洲渡江，盛庸迎戰於高資港，敗績。諸將請徑薄京城，燕王曰：「鎮江咽吭，不先下之，往來不便。」戊午，至鎮江，守將童俊以城降。
166. ↑  《明通鑑》卷十三：庚申，燕師營於龍潭，京師大震。上徘徊殿廷間，召方孝孺問計。時廷臣勸上幸浙或湖、湘以圖興復，孝孺曰：「城中尚有禁兵二十萬，唯有力守以待援兵。即事不濟，國君死社稷，正也。無已，且遣大臣、諸王等再詣燕師以緩之。」辛酉，上遣李景隆及兵部尚書茹瑺、都督王佐復至燕軍申前請，燕王曰：「皇考已分封，今割地何名？公等歸奏上，但奸臣至，我即解甲謝罪，退謁孝陵，歸奉北藩。」景隆等惶懼不能對，遽還。壬戌，上復遣谷王橞、安王楹等往，王卒不奉詔，唯與諸王相勞苦，宴罷遣歸。
167. ↑  《明通鑑》卷十三：甲子，上遣人潛齎蠟丸，四出促援兵，皆為燕遊騎所獲。是時王叔英募兵於廣德，齊泰奔往從之；姚善起兵於蘇州，黃子澄往從之；而練子寧募兵於杭州，黃觀募兵於上游，皆倉猝不得至。上唯與方孝孺執手流涕，命徐輝祖等分道出御。谷王橞，李景隆等守金川門。時左都督徐增壽，久蓄異志，至是首謀內應。御史魏冕、大理丞鄒瑾率同官毆之，請速加誅，上猶不聽。
168. ↑  《明太宗實錄》卷九下：乙丑，上至金川門。時諸王分守京城門，谷王橞守金川門，橞登城望。上遂按兵而入，城中軍民皆具香花夾道迎拜，將士入城肅然，秋毫無犯，市不易肆，民皆按堵。
169. ↑  《明通鑑》卷十三：乙丑，燕師薄金川門。時北兵駐龍潭，王慮京師完繕，勤王之師四集，乃遣劉保、華聚等領十餘哨至朝陽門，覘知無備，還報燕王，遂率大隊整兵前進。至則增壽果謀內應，上乃手刃之於左順門。而是時谷王橞、李景隆已開門納燕師，輝祖等力戰，敗績。
170. ↑  《明鑑綱目》卷二：棣尋進兵屯金川門，左都督徐增壽謀內應，帝手劍斬之。橞、景隆守金川門，登城望見棣麾蓋，開門迎降。御史連楹叩馬欲刺棣，被殺。都城陷。
171. 1 2  呂毖《明朝小史》卷四•永樂紀
172. ↑  《明通鑑》卷十三：上知事不可為，縱火焚宮，馬后死之。傳言「帝自地道出，翰林院編修程濟、御史葉希賢等凡四十餘人從。」
173. ↑  《明通鑑》卷十三：王既入，遣中使出馬后屍於火，詭言帝屍，持之泣，曰：「癡兒，何至是！」
174. ↑  《明通鑑》卷十三：壬申，葬建文皇帝，蓋馬后也。上以葬禮詢之王景，對曰：「當以天子之禮葬。」從之。
175. ↑  《明鑑綱目》卷二：宮中火起，帝不知所終。棣遣中使出后屍於火，詭云帝屍。越八日，用學士王景言，備禮葬之。然葬地所在，後無聞焉。或曰帝由地道出亡，其後滇黔巴蜀間，皆傳有帝為僧時往來跡，世遂以帝為遜國云。
176. ↑  《明通鑑》卷十三：方燕王之入城也，楊榮迎謁，請曰：「殿下先谒陵乎？先即位乎？」王乃悟。
177. ↑  《明太宗實錄》卷九下：丙寅，諸王及文武群臣請上正天位。……上不許。
丁卯，諸將上表勸進……不聽。
戊辰，諸王上表勸進……上不允。
是日，文武群臣複上表勸進。……上固辭不允。
178. ↑  《明太宗實錄》卷九下：己巳，上謁孝陵，欷歔感慕，悲不能止。禮畢，攬轡回營，諸王及文武群臣備法駕，奉寶璽，迎上於道，遮上馬不得行。上固拒再言，諸王及文武群臣擁上登輦，軍民耆老，萬眾夾道，俯歡呼，連稱萬歲。上不得已升輦，曰：「諸王群臣以為我奉宗廟宜，莫如予。宗廟事重，予不足，今為眾心所載，予辭弗獲，強循眾志，然宜協心輔予不逮。」遂詣奉天殿，即皇帝位，諸王暨文武群臣上表稱賀。
179. ↑  《大明太宗文皇帝实录》卷之九下：洪武三十五年夏六月丁丑……新作奉先殿。盖旧殿为建文所焚，至是改作于奉天殿之西。制皇帝奉天之宝、制诰之宝、敕命之宝。
180. ↑  《明通鑑》卷十三：十一月，壬辰，立妃徐氏為皇后。
181. ↑  《明太宗實錄》卷九下：洪武三十五年夏六月庚午，命五府、六部一應建文中所改易洪武政令格條，悉復舊制，遂仍以洪武紀年，今年稱洪武三十五年。
182. ↑  《明鑑綱目》卷二：秋，七月，壬午朔，大祀南郊，以太祖配。赦天下，詔：「自今年六月後仍稱洪武三十五年，以明年為永樂元年。」……考當時成祖不欲用惠帝年號，又不欲於季夏改元，故於即位之初，仍以洪武三十五年為紀。說者遂謂止改是年，不知詔內所云，止就現在而計，遂舉是歲六日為例，以便遵循；實則前三年皆已並從改革，故當時欽天監所進歷日，直書洪武三十二年，至三十五年。
183. ↑  《明通鑑》卷十三：凡建文朝廢斥者，盡還故官。甲申，詔建文時所改官制，一切復之。
184. ↑  甲戌，上諭群臣曰：「我皇考肇造鴻業，垂法萬年，為子孫計，思慮至周。比者，建文信任奸回，悉更舊制，使天下臣民無所遵法。予荷天地考妣之祐，繼承天位，凡皇考法制為所更改者，悉複其舊。爾群臣尚竭乃心力，弼予於治。凡人才識不同，長於此，短于彼，苟事有過誤，即明言之，予不汝責。若隱而不言，日久覺露，情同欺罔，法則難容。夫慎終必先謹始，持己在存誠，始終靡愆，咎何由至？始若不謹，曷克有終？予念君臣一體，故披露赤心，丁寧告戒，爾等其欽承予意。」
185. ↑  《明通鑑》卷十二：是月（建文二年正月），詔均江浙田賦。初，太祖屢蠲蘇、松、嘉、湖極重田畝，至是復諭戶部減免，畝不得過一斗。迨革除后，浙西賦復重云。
186. ↑  被遗忘的燕王扫北：朱棣为了报复平民，竟然在河北进行了大屠杀
187. ↑  《国榷》：谕在京军民人等：予日者固守望藩封，以左班奸臣，窃弄威福，骨肉被其残害，起兵诛之，盖扶持社稷，保安亲藩也。今拟定京城，奸臣之有罪者，予不敢赦；无罪者，予不敢杀。或小人报仇，擅绑缚却略祸及亡辜，非本意。
188. ↑  《明通鑑》卷十三：丁丑，殺兵部尚書齊泰、太常寺卿黃子澄、文學博士方孝孺，皆夷其族。
189. ↑  誅十族的記載見於《明熹宗實錄》卷二十二、《國榷》卷十二惠宗建文四年
190. ↑  《明通鑑》卷十三：坐死者八百七十三人。外親之外，親族盡數抄沒，發充軍坐死者復千餘人。
191. ↑  《明通鑑》卷十三：其次黃太常，坐累死者，族子六十五人，外戚二百八十人。
192. ↑  《明通鑑》卷十三：及京師不守，清知建文之出亡也，密謀興復，乃詣闕自歸，上喜曰：「吾故人也。」命仍故官，委蛇班行者久之。是日早朝，清衣緋懷刃而入。先是日者奏「異星赤色犯帝座急。」上故疑清。及朝，清獨著緋，命搜之，得所藏刃，詰責，清奮起曰：「欲為故主報仇耳！」上怒，命磔於市，清罵不絕口而死。一日，上晝寢，夢清繞殿追之。上曰：「清猶能為厲耶！」乃夷其九族，盡掘其先人冢墓。又籍其鄉，轉相攀染，謂之「瓜蔓抄」，村里為墟。
193. ↑  《國榷》卷十二惠宗建文四年
194. ↑  《明史》卷一百四十一：贊曰：帝王成事，蓋由天授。成祖之得天下，非人力所能禦也。齊、黃、方、練之儔，抱謀國之忠，而乏制勝之策。然其忠憤激發，視刀鋸鼎鑊甘之若飴，百世而下，凜凜猶有生氣。是豈泄然不恤國事而以一死自謝者所可同日道哉！由是觀之，固未可以成敗之常見論也。
195. ↑  《奉天刑賞錄·教坊錄》：「永樂十一年正月十一日，本司鄧誠等于右順門里口奏，有奸惡齊泰的姐並兩個外甥媳婦，又有黃子澄妹四個婦人，每一日一夜，二十條漢子守著，年小的都懷有身孕，除夕生了小龜子，又有一個三歲的女兒。奉欽（旨）：『小的長到大，便是搖錢樹兒。』」
196. ↑  《明史》卷一百四十一：仁宗即位，谕礼部：「建文诸臣，已蒙显戮。家属籍在官者，悉宥为民，还其田土。其外亲戍边者，留一人戍所，余放还。」万历十三年三月，释坐孝孺谪戍者后裔，浙江、江西、福建、四川、广东凡千三百余人。而孝孺绝无后，惟克勤弟克家有子曰孝复。洪武二十五年尝上书阙下，请减信国公汤和所加宁海赋，谪戍庆远卫，以军籍获免。孝复子琬，后亦得释为民。世宗时，松江人俞斌自称孝孺后，一时士大夫信之，为纂《归宗录》。既而方氏察其伪，言于官，乃已。神宗初，有诏褒录建文忠臣，建表忠祠于南京，首徐辉祖，次孝孺云。
197. ↑  《明史》卷一百二十五：及燕兵渡江，輝祖猶引兵力戰。成祖入京師，輝祖獨守父祠弗迎。於是下吏命供罪狀，惟書其父開國勳及券中免死語。成祖大怒，削爵幽之私第。永樂五年卒。萬曆中錄建文忠臣，廟祀南都，以輝祖居首。後追贈太師，諡忠貞。
198. ↑  《明太宗實錄》卷九下：追封故右軍都督府左都督徐增壽為武陽侯，賜諡忠湣，敕有司治喪葬。增壽，中山武寧王第三子，母謝氏。生而眉宇秀朗，少嘗侍父入見，太祖高皇帝奇其機警，賜名增壽。長而勇敢，善騎射，選為勳衛帶刀侍從，謹實寡過，升右軍都督府左都督。嘗奉命從上征胡寇乃兒不花，與有勞績，雖生長貴盛，而所居一室，左右圖書。公退延賢士，其中講論古今成敗得失之故，斖斖忘倦。上之舉義，增壽最效勤誠，有發其事於朝，遂囚之。上入金川門，建文君將自焚，命捽至殺之君順門廡下。上即位，深悼之，首下褒封之命。永樂二年五月，贈欽承父業推誠守正武臣、特進榮祿大夫、右柱國，進爵為定國公。
199. ↑  《明通鑑》卷十三：九月，甲申，論靖難功，封邱福淇國公，朱能成國公，張武等侯者十三人，徐祥等伯者十一人。……又追贈張玉榮國公，譚淵金鄉侯。而大寧降將陳亨，……，至是追贈涇國公，與玉等皆賜諡。論款附功，贈李景隆祿，封駙馬都尉王寧為侯，茹瑺、陳瑄及都督同知王佐皆為伯。
200. ↑  《明太宗實錄》卷十二：（九月）甲申，升賞奉天靖難諸將。封都督僉事丘福為奉天靖難推誠宣力武臣、特進榮祿大夫、右柱國、中軍都督府左都督、淇國公，食祿二千五百石，子孫世世承襲，賞銀四百兩、彩幣四十表裡、鈔四千貫；都督僉事朱能為奉天靖難推誠宣力武臣、特進榮祿大夫、右柱國、左軍都督府左都督、成國公，食祿二千二百石，子孫世世承襲，賞銀四百兩、彩幣四十表裡、鈔四千貫；……（下略）
201. ↑  《明通鑑》卷十三：庚午，復周王橚、齊王榑爵。
202. ↑  《明鑑綱目》卷二：癸未永樂元年春正月，復周齊代岷四王國。
203. ↑  《明通鑑》卷十三：尋遷興宗孝康皇帝主於陵園，仍稱懿文太子。
204. ↑  戊寅，遣安王楹祭告懿文太子，遷其主於陵園。蓋建文初，尊諡懿文為孝康皇帝，廟號興宗，升祭於太廟。致是，禮官言：「考之古典，于禮未安。」遂命以主置陵園，仍舊諡號曰：「懿文皇太子」，歲時致祭如常儀。
205. ↑  《明通鑑》卷十三：癸巳，改封吳王允熥廣澤王，衡王允熞懷恩王，徐王允熙敷惠王，隨呂太后居懿文太子陵園。
206. ↑  四庫全書本《明史》卷一百十八考證：「與允熥俱召還，錮鳳陽。」臣嚴福按：鄭曉《同姓諸王傳》：「允熥、允熞之廢也，帝以其不能諫正惠帝罪之。」
207. ↑  《明鑑綱目》卷二：尋廢允熥、允熞為庶人，錮鳳陽。允熙奉太子祀，未幾暴卒。
208. ↑  《宣宗復寧王書》，見王世貞《鳳洲筆記》。
209. 1 2  顧誠《明代的宗室》，《明清史国际学术讨论会论文集》，天津人民出版社1982年7月第1版
210. ↑  《大明孝宗敬皇帝實錄卷之六十六》：巡撫山西都御史楊澄等以晉府慶成王子女至九十四人恐其中有收養異姓之弊且為鎮國將軍奇水□戲等增年冒支祿米乞下禮部議處並乞限各郡王以下妾媵之數禮部查勘覆奏謂王子女俱王妃夫人並官人室女所生別無違礙其冒支祿米法宜追徵還官 上曰王子女既無違礙其置勿論冒支祿米不必追徵准作以後年分該支之數法司原奏有不許濫收子女事例仍行各王府知會自郡王以下妾媵多少之數再會官定議以聞禮部複會議覆奏謂郡王自正妃外妾媵不得過四人各將軍不得過三人中尉不得過二人從之著為令
211. ↑  《明鑑綱目》卷二：二月，以北平為北京。設北京留守，行後軍都督府，行部，國子監。改北平曰順天府。
212. ↑  《明鑑綱目》卷二：秋八月，徙富民實北京。時發流罪以下墾北京田，又徙直隸、蘇州等十郡、浙江等九省富民實之。
213. ↑  《明史》卷六：九月丁亥，诏自明年改京师为南京，北京为京师。
214. ↑  《明史》卷二百十六：成祖從燕起靖難，患寧王躡其後，自永平攻大寧，入之。謀脅寧王，因厚賂三衛說之來。成祖行，寧王餞諸郊，三衛從，一呼皆起，遂擁寧王西入關。成祖複選其三千人為奇兵，從戰。天下既定，徙寧王南昌，徙行都司於保定，遂盡割大寧地畀三衛，以償前勞。
215. ↑  《明鑑綱目》卷二：三月，始以大寧地畀烏梁海（注：即兀良哈）。改北平行都司為大寧都司，徙保定。以大寧地畀烏梁海，自是北邊失一重鎮。（自北平兵起，帝既誘執寧王權，乃選烏梁海三千人為奇兵，從戰，數有功。及天下既定，遂割大寧地畀之，以償前勞。由是洪武中所築諸城盡廢。後至天順末，大寧遂盡為烏梁海所有。遼東宣府聲援，因之隔絕。）
216. ↑  《讀史方輿紀要》卷十八：明洪武十三年，收復。二十年，建大寧衛，又置北平行都司。永樂初廢。
217. ↑  《讀史方輿紀要》卷十八：廢大寧衛。古營州地。……明初，分藩置戍，所以東臂遼東，西肘宣府，使藩垣鞏固，門庭無覬覦之隙也。永樂初，雖徙興營等衛於內地，然城守猶存，三衛未敢侵秩。自土木之變，三衛益恣，遼河東西及三岔河北故地，悉為所據，薊遼從此多事。詰爾戎兵，以陟禹跡，營州可終棄乎哉？
218. ↑  《明太宗实录》，卷十八，第320页，“永乐元年三月壬午”。
219. ↑  《明太宗实录》，卷二五，第454页，“永乐元年十一月辛卯”。
220. ↑  蔡石山著，江政宽译，《永乐大帝：一个中国帝王的精神肖像》，中华书局，2009年11月，ISBN 978-7-101-06977-8，第八章、永乐和蒙古人，第145-146页
221. ↑  金幼孜：《北征录》，第297页。
222. ↑  郭造卿：《卢龙塞略》，卷七，《纪部（四）·洪宣正景经略》记载：今言大宁者，率谓我成祖以畀兀良哈，盖未之考耳。当宁藩既袭，环卫有其故种，藉为先驱；及顺，戍卒归情耳，未尝尽驱三卫以行也。难靖来朝，仍设卫如故，诏其镇守边境，世居本土，曷尝以大宁畀乎？无论永乐壬寅师，即宣德之东狩，其巢穴非我故藩，可考焉。但营、兴诸卫既移，其贡道必由此行。我之烧荒日近，而哨捕久不举，彼逐水草居，遂渐牟而有之耳。若谓以大宁畀兀良哈，则其二皆有分地，岂甘自屏广宁外，岁借路于朵颜哉！故鸣銮镇戍之谕，灭虏而守大宁者，非既畀而复背之？本我地而我守之耳。乃犁庭甫毕，而榆木变作；经略未遑，固宜永叹。所可憾者，宣德辅臣远弃安南，近弃开平，当英武之朝，不能赞成先志，喜峰凯旋而已矣。三卫永若河套，是谁之咎欤？
223. ↑  杨守谦：《大宁考》记载：大宁之弃，非成祖（即朱棣）之初意也。永乐八年，北方至鸣銮戍，语大学士金幼孜曰：“今灭此残虏，惟守开平、兴和、大宁、辽东、宁夏、甘肃，则边境永无事矣。”守大宁、辽东而曰“永无事”，是知弃大宁非成祖之初意也。
224. ↑  李林楠著，《永乐之治：朱棣传》，文化发展出版社，2021年11月，ISBN 978-7-5142-3397-1，第五章、新的秩序，第1节、新都北京：北疆体系
225. ↑  《明通鑑》卷十三：八月，壬子，命侍讀解縉、編修黃淮入直文淵閣，並預機務。……內閣預機務自此始。
226. ↑  《明史》卷三百四：明太祖既定江左，鑒前代之失，置宦者不及百人。迨末年頒《祖訓》，乃定為十有二監及各司局，稍稱備員矣。然定制，不得兼外臣文武銜，不得御外臣冠服，官無過四品，月米一石，衣食於內庭。嘗鐫鐵牌置宮門曰：「內臣不得干預政事，預者斬。」敕諸司不得與文移往來。有老閹供事久，一日從容語及政事，帝大怒，即日斥還鄉。嘗用杜安道為御用監。安道，外臣也，以鑷工侍帝數十年，帷幄計議皆與知，性縝密不泄，過諸大臣前一揖不啟口而退。太祖愛之，然亡他寵異，後遷出為光祿寺卿。有趙成者，洪武八年以內侍使河州市馬。其後以市馬出者，又有司禮監慶童等，然皆不敢有所幹竊。建文帝嗣位，御內臣益嚴，詔出外稍不法，許有司械聞。及燕師逼江北，內臣多逃入其軍，漏朝廷虛實。文皇以為忠於己，而狗兒輩復以軍功得幸，即位後遂多所委任。
227. ↑  《明史·食貨志》：靖難兵起，淮以北鞠為茂草
228. ↑  《明太宗實錄》卷十：山東、北平、河南府州縣人民有被兵不能耕種者，並免三年差稅；不曾被兵者與直隸鳳陽、淮安、徐州、滁州、揚州，今年秋夏稅糧，盡行蠲免；其餘直隸府州、山西、陝西、浙江、福建、江西、湖廣、兩廣、四川、雲南，蠲免一半；其有洪武三十五年七月初一日以前拖欠一應錢糧、鹽課、段匹、木植、蘆柴等項及軍民所養馬、牛、羊等項倒死並欠孳生者，並免追陪；其弓兵不辦蘆柴者，優免二年。一，河南、山東、北平、淮南北流移人民，各還原籍複業，合用種子、牛具，官為給付。
229. ↑  劉孝平《明代禁書述略》圖書館理論與實踐－2005年05期
230. ↑  明•陳健，《皇明資治通紀》（卷4）：“初，太祖定祖訓於諸王位下，各立二十字，以聯子孫名。燕王位曰則曰：‘高瞻祁見祐，厚載翊常由。’識者曰：‘高瞻，仰法天也；厚載，俯察地也，天高地厚，氣象甚大，誠謂天子矣。’燕王聞之甚喜，且謂：‘己名載在圖讖，必有天下望氣者。’復言：‘燕地有天子氣。’靖難之圖，由此而起。”